# 2021년
2021년은 금요일로 시작하는 평년이다.

## 사건

### 1월
- 1월 1일
  - 대한민국에서 낙태죄가 폐지되었다.
  - 이낙연 더불어민주당 대표가 연합뉴스와의 인터뷰에서 이명박, 박근혜 전 대통령 사면에 대한 입장을 밝혔다.
  - 대한민국 경찰청 국가수사본부가 창설되었다.
- 1월 3일 - 제117회 미국 의회의 집회가 열렸다.
- 1월 4일 - 이란의 혁명수비대가 UAE행 한국 유조선을 해상 오염 혐의로 나포했다.
- 1월 6일
  - 미국 워싱턴 D.C.에서 트럼프 지지자들의 반란이 발생했다.
  - ● 수도권 전철 1호선 회룡역에서 전동차 고장으로 약 1시간 동안 열차 운행이 중단되어 출근길 시민들이 큰 불편을 겪었다.
- 1월 8일
  - 서울중앙지방법원이 피고인 일본 정부가 원고인 한국의 일본군 위안부 피해자들 12인에게 1인당 1억원씩을 지급하라는 원고승소 판결을 내렸다.
  - 테슬라의 주가 폭등에 힘입어 창업자 일론 머스크가 아마존닷컴의 CEO 제프 베조스를 제치고 순자산 1천 885억 달러(약 206조 원, 블룸버그 집계기준)로 세계 최고 부자 자리에 올랐다.
- 1월 9일
  - 서울특별시 남산의 N서울타워 엘리베이터 고장으로 이용객 등 15명이 1시간 동안 갇히는 사고가 발생했다.
  - 인도네시아에서 스리위자야 항공 여객기가 이륙 직후 추락하였다.
  - 마이크 폼페이오 미국 국무장관이 미국 정부가 중국 정부를 배려하고 오랜 세월 이어 온 미국과 대만의 당국자 간 접촉에 관한 "자주 규제"을 해지한다고 발표했다.
- 1월 13일 - 이만희에 대한 선고 공판이 열렸다.
- 1월 14일
  - 박근혜 전 대통령이 대법원 재상고심에서 징역 20년형이 최종 확정되었다.
  - 미국 하원에서 도널드 트럼프 대통령의 탄핵 소추안이 발의되었다.
  - 500만 명 이상이 사용 중인 카카오맵을 통해서 민감한 개인정보들이 줄줄 새고 있다는 사실을 MBC가 단독으로 보도했다.
- 1월 15일
  - 인도네시아 술라웨시섬 서부 지역에서 규모 6.2의 지진이 발생해 최소 30여 명이 사망하고 600명 이상이 부상을 입은 것으로 파악됐다.
  - 대한상공회의소 박용만 회장이 국정 농단 관련 이재용 삼성전자 부회장의 서울고등법원 파기환송심 재판부에 선처를 바라는 탄원서를 제출했다.
  - 북한이 당대회 기념 열병식에서 '북극성-5형'으로 추정되는 신형 잠수함발사탄도미사일(SLBM)을 공개되었다.
  - 빌럼알렉산더르 데르 네덜란덴 국왕에게 사표를 제출하고 내각이 총사퇴했다고 발표했다.
- 1월 18일
  - 문재인 대통령이 청와대 춘추관에서 신년 기자회견을 진행했다.
  - 국정농단에 연루된 삼성전자 이재용 부회장이 파기 환송심에서 징역 2년 6개월을 선고 받고 법정구속 되었다.
- 1월 20일 - 조 바이든이 제46대 미국 대통령으로 공식 취임하였다.
- 1월 21일
  - 핵무기금지조약이 발효되었다.
  - 문재인 대통령이 미국에서 돌아왔다면서 미국의 새 시작은 민주주의를 더욱 위대하게 만들 것이라고 조 바이든 대통령의 취임을 축하했다.
  - 김진욱이 고위공직자범죄수사처장으로 임명되면서 고위공직자범죄수사처가 활동을 시작했다.
- 1월 22일
  - 추미애 법무부 장관이 김학의 전 법무부 차관의 불법 출국금지 의혹 사건으로 법무부가 압수수색 당한 데에 강한 유감을 표했다.
  - 전두환 전 대통령 측이 연희동 별채 압류에 반발해 행정소송을 냈으나 1심에서 패소했다.
- 1월 24일 - 포르투갈에서 대통령 선거(영문판)가 치러졌다.
- 1월 26일 - 이탈리아에서 주세페 콘테 총리가 사임했다.

### 2월
- 2월 1일
  - 미얀마 군부세력이 쿠데타를 일으켜 아웅산수찌 등을 구금하고 1년간 비상사태를 선포했다.
  - 중부내륙고속도로 대구 현풍 방면 달성2터널에서 차량전복사고가 발생했다.
- 2월 4일
  - 문재인 대통령과 조 바이든 미국 대통령이 오전 8시 25분부터 32분 동안 첫 한미 정상통화를 하고, 빠른 시간 안에 포괄적 대북 전략을 함께 마련하기로 했다.
  - 국정농단 방조와 불법사찰 혐의로 재판에 넘겨진 우병우 전 청와대 민정수석이 2심에서 징역 1년을 선고받았다.
  - 월성 원전 1호기 경제성 평가 조작사건을 수사 중인 검찰이 백운규 전 산업통상자원부 장관에 대해 직권남용 권리행사방해와 업무방해 혐의로 사전구속영장을 청구했으나 다음날 기각되었다.
- 2월 8일 - 소말리아에서 대통령 선거가 실시되었다.
- 2월 11일 - 아관파천 125주년.
- 2월 13일 - 일본 후쿠시마현 앞바다에서 규모 7.3의 지진이 발생했다.

### 3월
- 3월 1일 - 2021년 미얀마 쿠데타 반대 시위에서 최소 18명이 사망했다.
- 3월 4일 - 윤석열 검찰총장이 사퇴했고 같은 날 신현수 민정수석의 사표도 수리되었다.
- 3월 7일 - 일본 사이타마현, 지바현, 도쿄도, 가나가와현, 기후현, 아이치현, 교토부, 오사카부, 효고현, 후쿠오카현에서 시한 연장이 확정했던 긴급 사태 선언이 늦어도 이 날을 기해 해제되었다.
- 3월 9일 - 더불어민주당 이낙연이 대선 출마를 위해 당대표직을 사퇴한다고 밝혔다.
- 3월 11일 - 도호쿠 지방 태평양 해역 지진 10주기.
- 3월 12일
  - 변창흠 국토교통부 장관이 사의를 표명했다.
  - 쿠팡이 뉴욕증권거래소에 상장되어 시가총액 95조 3300억원을 기록했다.
- 3월 14일 - 미얀마 수도 양곤의 일부에서는 계엄령이 선포되었다.
- 3월 17일 - 네덜란드 하원의원 총선거가 시작되었다.
- 3월 23일
  - 서울시장후보 오세훈이 안철수와의 야권 단일화 조사에서 승리했다.
  - 2021년 수에즈 운하 마비 사고: 이집트 수에즈 운하에서 화물선 에버 기븐(Ever Given)호가 좌초되는 사고가 발생, 운하 길이 막히고 선박 교통이 마비되었다.
- 3월 29일
  - 청와대 김상조 정책실장이 사퇴했다.
  - 2021년 수에즈 운하 마비 사고: 좌초 이후 6일 만에 사고 선박 에버 기븐호의 부양 작업에 성공, 운하 통행이 재개되었다. 사고 선박은 그레이트비터호로 이동하였다. 선박 좌초 문제는 해결되었으나, 적체된 선박 흐름의 정상화에는 상당 시간이 소요되고, 관련 소송전이 이어질 것으로 전망되었다.
- 3월 30일 - 미국 무역대표부(USTR)가 군부의 시위 유혈진압과 관련하여 미얀마와 교역 협력을 중단한다고 밝혔다. 무역대표부는 2013년 체결한 무역투자협정(TIFA)관련 약속을 즉각 중단하며, 이같은 조치는 민주적으로 선출된 정부의 복귀까지 유효하다고 덧붙였다.

### 4월
- 4월 2일 - 대만 화롄 타이루거 408호 탈선 사고가 발생했다.
- 4월 7일 - 2021년 대한민국 재보궐선거가 치러졌고 이 선거에서 국민의힘 오세훈, 박형준이 각각 서울특별시장과 부산광역시장에 당선되었다.
- 4월 8일 - 코로나19 4차 대유행 초기단계에 진입하였다.
- 4월 9일 - MT한국케미호 나포 사건의 선박이 석방되었다.
- 4월 13일 - 스가 요시히데 일본 총리가 후쿠시마 제1원자력 발전소의 오염수 방류를 2023년에 진행하겠다고 공식 발표했다.
- 4월 14일 - 쌍용자동차의 회생 절차가 시작되었다.
- 4월 16일 - 세월호 7주기 추모식이 열렸다.
- 4월 19일 - 4.19혁명 61주년.
- 4월 20일 - 조지 플로이드 사망 사건으로 전 경찰관 데릭 쇼빈에게 유죄 판결이 내려졌다.
- 4월 21일 - 인도네시아 낭갈라함 실종 사건이 발생하였다.

### 5월
- 5월 2일 - 더불어민주당 전당대회에서 송영길이 더불어민주당 대표로 선출되었다.
- 5월 3일 - 14개월만에 공매도가 재개되었다.
- 5월 5일 - 카카오톡 먹통 사태가 발생하였다.
- 5월 8일 - 아프가니스탄 수도 카불의 여자 고등학교에서 자동차 폭탄 테러 사건이 일어났다.
- 5월 11일 - 타타르스탄 공화국 수도 카잔의 학교에서 집단 총격으로 학생 7명과 성인 2명이 숨지고 최소 23명이 부상하였다.
- 5월 16일
  -  러시아에서 대통령 선거가 치러졌다.
  - 미국 아이오와주 시블리에서 질산암모늄과 비료를 실은 화물열차가 탈선하는 사고가 발생하여 인근 주민 수십 명이 대피하였다.
- 5월 17일 - 갈라파고스 제도에 있는 다윈의 아치가 자연 침식으로 붕괴되었다.
- 5월 20일 - 문재인 대통령이 버지니아주에 위치한 알링턴 국립묘지를 찾아 헌화를 하였으며, 본격적인 방미 공식일정이 시작되었다.
- 5월 21일 - 2021년 한미정상회담 - 대한민국 문재인 대통령과 미국의 조 바이든 대통령이 워싱턴 D.C. 백악관에서 정상회담을 가졌다.
- 5월 22일
  - 중국 윈난성에서 규모 6.4의 지진, 칭하이성에서 규모 7.4의 지진이 발생하였다.
  - 삼성바이오가 모더나사와 백신 위탁생산 계약을 체결했다.
  - 충청남도 서산시에서 성추행 피해 공군 부사관 사망 사건이 일어났다.
- 5월 23일 - 중국 간쑤성에서 100㎞ 산악마라톤 대회 도중 21명이 숨지는 사고가 발생되었다.
- 5월 24일 - 미국 국무부가 일본 전역에 대하여 여행금지를 권고하였다.
- 5월 26일
  - 충청북도 괴산군 청안면 부흥리에 있는 석회공장 인근 야산에 지름 10m, 깊이 5m 크기의 싱크홀이 발견되었다.
  - 개기월식.
- 5월 29일
  - 울산광역시 울주군 신고리 원전 4호기에서 화재가 발생해 터빈이 정지되는 사고가 발생하였다.
  - 일본 이바라키현 미토시 동쪽 해역서 규모 5.6 지진이 발생하였다.

### 6월
- 6월 1일
  - 군 단위 이하를 제외하고 전국 대부분 지역에서 전월세 신고제가 시행되었다.
  - 김오수가 44대 검찰총장으로 취임했다.
- 6월 2일 -  이스라엘 대통령 선거에서 이츠하크 헤어초크의원이 당선되었다. 7월 9일부터 대통령으로 활동을 시작하게 된다.
- 6월 7일
  - 서울중앙지방법원에서 김양호 부장판사가 일제 강제징용 피해자들이 일본 전범기업들을 상대로 낸 손해배상 청구 소송을 각하했다.
  - 파키스탄 신드주에서 열차 충돌 사고가 발생, 최소 37명이 숨지고, 64명 이상이 부상을 입었다.
- 6월 8일
  - 미국의 클라우드 컴퓨팅 업체인 패스틀리(Fastly)의 서비스 장애가 발생, 뉴욕 타임스와 BBC, 르 몽드 등 전 세계 주요 언론사의 웹사이트 접속이 짧게는 수 분에서 1시간 정도 차단되었고 또한 영국 정부 웹사이트, 페이팔, 트위치, 레딧 등의 사이트도 접속 장애가 발생하였다.
  - 미국 연방수사국(FBI)의 암호화 메시지 앱 'ANOM'을 이용한 수사 결과가 알려졌다. 해당 앱은 FBI와 호주 연방 경찰(Australian Federal Police)에 의하여 지난 2018년 10월 경 배포가 시작되었으며, 관련 수사를 통하여 100개국 이상의 범죄자 800명 이상이 체포되고, 40톤 이상의 마약, 250정 이상의 총기 및 55대의 고급차를 비롯하여 4800만 달러가량의 통화 및 가상화폐 등이 압수된 것으로 알려졌다.
- 6월 9일
  - 광주광역시 동구 학동의 한 재개발 현장에서 철거 중이던 건물이 붕괴하는 사고가 발생하였고 인근 버스 정류장을 지나던 시내버스 1대와 승용차 2대 등이 매몰되었으며, 최소 9명 이상이 사망하였다.
  -  몽골에서 대통령 선거가 시작되었다.
- 6월 10일 - 미영정상회담이 개최되었다.
- 6월 11일 - 제47회 G7 정상회담이 영국 콘월주 세인트아이브스 카비스베이(Carbis Bay)에서 11일부터 13일까지 열린다. G7을 구성하는 7개 국가(독일, 미국, 영국, 이탈리아, 일본, 캐나다, 프랑스)와 유럽 연합 및 초대 국가인 남아프리카공화국, 대한민국, 오스트레일리아, 인도의 정상이 참여하여 정상외교를 진행되었다.
- 6월 15일
  - 부모가 자녀 양육의무를 위반하거나 학대하는 경우 상속권을 상실시키는 이른바 구하라법이 통과되었다.
  - 크로아티아는 솅겐 지역에 합류하였다.
- 6월 18일 -  이란에서 대통령 선거가 치러졌다.
- 6월 25일 - 조지 플로이드 사망 사건의 데릭 쇼빈이 1심 재판에서 징역 22년 6개월 형을 선고받았다.

### 7월
- 7월 1일
  - 대한민국에서 자치경찰제가 시행되었다.
  - 독일군과 이탈리아군이 아프가니스탄에서 철수하였다.
  - KBS이사회는 TV수신료를 현행 2500원에서 3800원으로 인상하기로 결정했다.
- 7월 2일 - 유엔무역개발회의가 대한민국의 지위를 개발도상국 그룹에서 선진국 그룹으로 변경하였다.
- 7월 6일
  - 러시아 캄차카 변경주에서 페트로파블롭스크캄차츠키 항공 251편이 추락, 승무원 6명과 승객 22명 등 탑승객 28명 전원이 숨졌다.
  - 용인시 처인구 이동읍에서 곰 한마리가 사육장에서 탈출을 하였으나, 사살되었다.
- 7월 7일 - 조브넬 모이즈 암살 사건: 아이티의 대통령 조브넬 모이즈가 암살되었다.
- 7월 8일 - 2020년 하계 올림픽: 일본 정부가 도쿄 및 수도권에서 예정된 올림픽 경기를 무관중으로 치르기로 결정하였다.
- 7월 9일 - 김부겸 국무총리가 수도권에 대하여 7월 12일부터 2주간 사회적 거리두기 4단계를 적용한다고 밝혔다.
- 7월 13일 - 대한민국의 최저임금: 최저임금위원회에서 2022년도 최저임금을 9,160원으로 결정하였다. 2021년도 최저임금인 8,720원에서 440원(5.0%)이 오른 수준이다.
- 7월 21일 - 원유철 전 새누리당 원내대표가 알선수재 등의 혐의 대법원 상고심에서 징역 1년 6개월 실형이 확정되었다.
- 7월 23일 - 중국 공산당 창립 100주년.
- 7월 29일 - 알래스카 지진이 발생되었다.

### 8월
- 8월 1일 - 2021년 미얀마 쿠데타: 미얀마 군부 민 아웅 흘라잉 총사령관이 과도 정부를 출범시키고, 스스로 총리직에 올랐다.
- 8월 4일
  - 2021년 터키 산불: 튀르키예에서 7월 28일부터 이어진 산불로 인하여 최소 8명이 숨지고 800명 이상이 부상을 입은 것으로 알려졌다.
  - 의정부 집단구타 사망사건: 30대 남성 직장인이 고등학생들에게 구타를 당해 숨진 사건이 발생하였다.
- 8월 5일 - 조 바이든 미국 대통령이 다가오는 2030년까지 전체 자동차 판매량의 50%를 전기차로 충당하겠다는 목표를 설정하고 이를 위해 전력을 기울이겠다는 행정명령에 서명하였다.
- 8월 6일 - 오다큐선 흉기 난동 사건: 오다큐 전철 신주쿠행 쾌속급행열차 안에서 한 남성이 주변 승객들에게 마구잡이로 흉기를 휘둘렀다.
- 8월 9일 - 그리스 에비아섬에 큰 산불이 발생해 수 백명이 대피하였다.
- 8월 10일 - 앤드루 쿠오모 뉴욕에서 주지사가 성추행 의혹 끝으로 주지사직에서 사퇴하겠다고 밝혔다.
- 8월 15일
  - 아프가니스탄의 수도 카불이 탈레반에 의하여 함락되었고 탈레반 과도 정부가 수립되었다.
  - 광복절 76주년
- 8월 16일 - 국민의당 안철수 대표가 국민의힘과 국민의당의 합당 협상이 결렬되었음을 선언하였다.
- 8월 17일 - 아프가니스탄에 있던 대한민국 교민이 모두 철수되었다.
- 8월 18일 - 홍범도 장군의 유해가 국립대전현충원에 안장되었다.
- 8월 24일 -  미국 나스닥이 사상 최고치를 경신되었다.
- 8월 30일 - 조 바이든 미국 대통령이 아프가니스탄에서 미군의 철수를 선언함에 따라 사실상 아프가니스탄과의 종전을 선언하였다.

### 9월
- 9월 5일 - 기니 군부세력이 쿠데타를 일으켜 콩데 대통령을 억류하였다.
- 9월 7일 -  멕시코 대법원은 만장일치로 낙태를 무효로 판결하였다.
- 9월 10일 - 한국광물자원공사와 한국광해관리공단이 한국광해광업공단으로 통폐합되었다.
- 9월 11일 - 9·11 테러 20주기.
- 9월 13일 - 노르웨이에서 의회 선거가 실시되었다.
- 9월 15일 - 알베르토 페르난데스 아르헨티나 대통령 내각의 여러 장관들이 정부의 예비선거에 패배하였고 이후 사임하면서 아르헨티나에 정치적 위기를 촉발시켰다.
- 9월 16일 - 2021-22년 UEFA 유로파컨퍼런스리그가 본선이 개막되었다.
- 9월 18일 - 만주사변 90주년.
- 9월 19일 -  스페인 카나리아 군도 라팔마섬의 켄 브레비에하(쿵브레비에하)화산이 50년 만에 폭발하였고 약 5000명이 대피하고 페드로 산체스 총리는 유엔 총회 에 참가하기 위한 방미를 중단하고 현지에 도착하였다.
- 9월 28일 - 북한이 화성 8형 극초음속 미사일이 발사되었다.
- 9월 29일 - 2021년 자유민주당 총재 선거에서 기시다 후미오가 제100대 일본 총리로 당선되었다.

### 10월
- 10월 3일 - 로드리고 두테르테 필리핀 대통령이 내년 임기를 마치고 정계를 은퇴하겠다고 선언하였다.
- 10월 7일 - 지바현 서부를 진원으로 하는 사이타마현, 도쿄도에서 최대 진도5강가 관측된 규모5.9의 지진이 발생했다.(2021년 지바현 북서부 지진)
- 10월 10일 - 이재명 경기도지사가 더불어민주당 대선후보로 확정되었다.
- 10월 12일 - 심상정이 정의당 대선후보로 확정되었다.
- 10월 24일 –  우즈베키스탄 대통령 선거가 치러졌다.
- 10월 25일
  - 윈도우 XP 출시 20주년을 맞이했다.
  - 이재명이 대선 출마를 위해 경기도지사직을 사퇴하였고 또한 이낙연은 민주당 선대위 고문을 맡기로 결정하였다.
  - KT 유무선 인터넷망이 1시간가량 전국적으로 전산장애가 발생하여 피해가 발생하였다.
  - 수단에서 쿠데타가 발생하여 군부세력이 함독총리를 비롯한 정부각료인사를 억류하고 비상사태를 선포하였다. 또한, 시위대에 발포하여 2명이 사망하고 80여명이 부상하였다.
- 10월 26일: 대한민국 제13대 대통령 노태우가 서거했다.
- 10월 29일: 로블록스 관련 서버 다운이 발생하였다.
- 10월 31일 - 제49회 일본 중의원 의원 총선거가 치러졌다.

### 11월
- 11월 1일 - 안철수 국민의당 대표가 대선 출마를 선언하였다.
- 11월 2일 - 더불어민주당 이재명 대선후보가 선거캠프인 대한민국 대전환 선거대책위원회가 출범하였다.
- 11월 5일
  - 윤석열 前 검찰총장이 국민의힘 대선후보로 확정되었다.
  - 프리타운 유조차 폭발 사고가 발생하였다.
- 11월 9일 - 경기도 여주시에서 1시간 30여분간 대규모 정전사태가 발생되었다.
- 11월 10일 - 서울특별시에서 올해 첫눈이 관측되었다.
- 11월 12일
  - 코로나19 범유행 중환자 병상 가동률이 75%를 넘어섰다.
  - 진에어 전산시스템 장애로 50편이 지연되었다.
- 11월 16일 -  러시아는 국제우주정거장을 위협하며 우주 잔해 구름을 만드는 위성공격무기 실험 이후로 국제적인 비난을 받았다.
- 11월 18일
  - 애플 아이폰 13, 아이폰 12에서 통화 끊김 현상이 발생하였다.
  - 통가에서 총선이 실시되었다.
- 11월 19일
  - 부분월식
  - 문화재보호법 시행령 및 문화재보호법 시행규칙의 개정에 따라, 더 이상 대한민국의 국가지정·국가등록문화재에 일련번호가 붙지 않는다.
  - 서울특별시 중구 오피스텔에서 살인사건이 발생하였다.
- 11월 22일 - 대한민국의 전국 유치원, 초등학교, 중학교, 고등학교 전면등교가 시행되었다.
- 11월 25일 - 스마일게이트 RPG 직원이 로스트아크 온라인게임 내부 정보를 유출 시킨 사건이 발생하였다.
- 11월 30일 - 바베이도스가 독립 55주년을 맞이해서 영연방 왕국에서 벗어나 공화국이 되었다.

### 12월
- 12월 3일 - 베트남 타인호아성에서 화이자 백신을 맞은 15~17세 청소년 120여명이 부작용으로 입원하는 사건이 발생하였다.
- 12월 4일
  - 개기일식.
  - 인도네시아의 화산인 스메루산이 폭발하였고 자와섬 동부에 위치한 스메루산의 분화로 최소 14명이 숨지고, 100명 이상이 부상, 9명이 실종되는 등 인명 피해가 발생하였다.
- 12월 6일 -  미국이  중국의 인권유린에 대한 항의표시로 2022년 동계 올림픽의 외교적 보이콧을 선언하였다.
- 12월 7일
  - 미국 ~ 러시아 정상 간 화상 정상회담이 시작되었다.
  - 태평양전쟁 발발 80주년.
  - 아시아 국가 중 최초로 유엔 평화유지 장관회의가 대한민국 서울특별시 그랜드 하얏트 서울에서 개최되었다.
- 12월 8일
  -  독일의 총리인 앙겔라 메르켈이 퇴임하였고 올라프 숄츠가 새 총리로 취임하였다.
  - 인도 공군의 헬리콥터(밀 Mi-17)가 추락하는 사고가 발생, 탑승객 14명 중 13명이 숨졌다.
- 12월 10일 - 니카라과가 중화민국과 단교하였고 중화인민공화국과 수교하였다.
- 12월 12일 -  프랑스의 해외령 누벨칼레도니의 3차 독립 찬반투표가 실시되었다.
- 12월 13일
  - 다중이용시설에 대한 백신패스 의무화 적용이 시작되었다.
  - 유재석이 코로나19에 확진되었다.
- 12월 14일 - 2021년 서귀포 해역 지진: 제주도 해역 41km 부근에서 지진이 발생하였다.
- 12월 17일 -  일본 오사카시 기타구에서 발생하는 빌딩 화재로 27명의 심폐정지 환자가 발생하였다.
  - 소련 해체 30주년.
  - 러시아 연방 설립 30주년.
- 12월 30일 -  대한민국 한국거래소가 15시 30분 주식시장 종료와 함께 2021년 주식시장이 폐장되었고 이날 코스피는 2997.65포인트에 거래가 마감되었다.
- 12월 31일
  -  대한민국 박근혜 전 대통령이 신년 특별사면으로 석방되었다.
  - 대한민국의 공직선거법이 개정되어 국회의원 선거·지방선거 피선거권 연령이 만 25세에서 만 18세로 낮아졌다.

## 문화
- 1월 1일
  - 제야의 종이 코로나바이러스감염증-19로 인하여 오프라인 타종행사가 취소되거나 온라인 타종행사로 대체되었는데 1953년 이후 67년만에 울리지 못하였다.
  - ● 부산 도시철도 4호선 동부산대학역이 윗반송역으로 역명을 변경하였다.
  - 청주시의 시내버스가 준공영제로 시행되었다.
  - 지방직 공무원 시험에서 컴퓨터 자격증 가산점 제도가 폐지되었다.
  - 7급 공무원 시험의 영어, 한국사 과목이 공인시험 성적으로 대체되었다.
  - 7급 국가직 공무원 시험에 공직적격성평가(PSAT)가 도입되었다.
- 1월 5일
  - 중앙선 청량리 ~ 안동 구간에서 KTX-이음이 개통되었다.
  - 중앙선 도담역 ~ 단양역 복선 구간이 개통되었다.
  - 남도해양열차의 시간표 개정으로 부산역 ~ 보성역간 운행노선을 광주송정역까지 연장되었다.
- 1월 15일 - 위키백과 창립 20주년.
- 1월 20일 - ● 수도권 전철 4호선 신길온천역이 능길역으로 역 이름을 변경되었고 집행 정지 신청이 제기되어 보류되었다.
- 1월 22일 - KT가 기업용 무선통신 분야 계열사인 KT파워텔을 디지털 무선 장비 제조 업체인 아이디스에 매각하기로 의결되었다.
- 1월 25일 -  미국의 20달러짜리 지폐의 인물이 앤드루 잭슨에서 해리엇 터브먼으로 대체되었다.
- 1월 26일 - 신세계 이마트가 SK 와이번스를 1,352억에 인수하기 위하여 SK텔레콤과 MOU를 체결했다.
- 2월 1일 - 서해남북평화도로 영종도와 신도를 잇는 신도대교가 1단계 착공되었다.
- 2월 2일 - 스포티파이가 대한민국에서 서비스를 시작되었다.
- 2월 5일 - 중화인민공화국의 음악 서비스인 샤미음악이 서비스 종료되었다.
- 2월 18일
  - 마스 헬리콥터 인제뉴어티가 화성에서 착륙했다.
  - 퍼서비어런스가 화성에 착륙했다.
  - 아랍에미리트, 미국, 중화인민공화국의 화성탐사선이 순차적으로 화성에 도착했다.
- 2월 21일 - KT에서 다국어 안내문자 서비스를 개시했다.
- 2월 23일 - 추신수가 국내 야구선수 역대 최고액인 연봉 27억원으로 신세계야구단과 계약하였다.
- 2월 24일 - 통신이 두절되었던 보이저 2호가 11개월만에 통신에 다시 성공했다.
- 2월 25일 - 네이버가 16년만에 실시간 검색어, 뉴스토픽 서비스를 폐지하였다.
- 2월 26일 - 현대 아이오닉 5가 사전예약 판매량 역대 최고치를 달성했다.
- 2월 28일
  - 제78회 골든 글로브상 (78th Golden Globe Awards) 시상식에서 미나리가 최우수 외국어영화상을 수상하였다.
  - 서해대학이 폐교되었다.
- 3월 1일 - 대한민국의 YTN2, MG소비자TV 개국.
- 3월 3일 - 아카데미상 시상식이 개최되었다.
- 3월 5일 - SK 와이번스가 21년간의 인천야구 역사를 마무리했으며 SK 와이번스의 업적을 SSG 랜더스가 승계받았다.
- 3월 13일 - 비트코인 가격이 역대 최고치를 경신했다.
- 3월 14일 - 제63회 그래미상 시상식이 개최되었다.
- 3월 25일 - 누리호 1단 연소 시험이 성공했다.
- 3월 27일 - ● 수도권 전철 5호선 하남선 강일역과 하남풍산역 ~ 하남검단산역 2단계 구간이 개통되었다.
- 3월 29일 - 인천국제공항 개항 20주년.
- 3월 30일 - GS칼텍스 서울 KIXX 배구단이 20-21시즌 통합우승을 거두며 대한민국 여자배구 사상 최초로 트레블을 달성하였다.
- 4월 1일 - 대한민국의 TV조선3, KBS 라이프, KBS 스토리 개국.
- 4월 2일 - 에어프레미아가 1호기(보잉 787-9) 도입되었다.
- 4월 3일 - 2021년 KBO 리그가 개막되었다.
- 4월 5일 - LG전자가 26년만에 스마트폰 사업을 철수했다.
- 4월 8일 - SK BTV가 SBS 플러스를 28번으로 변경하고 MBC every1를 990번로 변경되었다.
- 4월 9일 - 전투기의 KF-X 시제기가 도입되었다.
- 4월 10일 - 한국 GM이 1분기 중으로 경상용차 라보의 생산을 중단하였다.
- 4월 14일 - 동물의 숲 시리즈가 20주년.
- 4월 15일 - 에어로케이항공 청주 - 제주간 정기취항.
- 4월 16일
  - 신월여의지하도로가 개통되었다.
  - 호남고속도로 북장성 나들목 착공
- 4월 19일
  - 화성에서 무인 헬리콥터 인저뉴어티가 첫 비행에 성공했다.
  - 유러피언 슈퍼리그 창설.
- 4월 20일 - 현대로템이 제작한 수소트램이 공개되었다.
- 4월 22일 - 스페이스X는 크루 드래곤 인데버호를 타고 국제우주정거장으로 원정대 65호와 66호의 승무원 4명을 태우고 스페이스X 크루-2 임무를 시작하였다.
- 4월 25일 - 제93회 아카데미상 시상식이 미국 로스앤젤레스에서 열렸고 배우 윤여정이 대한민국 배우 최초로 아카데미 여우조연상을 수상하였다.
- 4월 26일
  - 인천 송도역 ~ 삼성역간 2층 전기버스가 운행을 시작되었다.
  - 동탄인덕원선이 착공되었다.
- 4월 28일 - 수도권제2순환고속도로의 마도JC ~ 화성JC 구간이 개통되었다.
- 4월 29일 - PRODUCE 48으로 데뷔한 한일 대세 걸그룹 IZ*ONE이 해체하였다.
- 5월 2일 -  미국 항공우주기업 스페이스X의 유인우주선 크루 드래곤이 첫 실제 임무인 크루-1을 완수하고 해상에 착륙되었다.
- 5월 5일 - 스페이스X는 4번의 시도 끝에 처음으로 스타쉽 원형을 비행, 착륙 및 복구하는데 성공하였다.
- 5월 9일 - 한국프로농구 KBL 챔피언 결정전 4차전에서 안양 KGC인삼공사가 전주 KCC 이지스를 84대 74로 꺾고 시리즈 전적 4승으로 2017년 이후 4년만에 통산 3번째 우승을 달성하였다.
- 5월 14일
  - 중국국가항천국은 화성의 유토피아 플라니티에 주룽호 탐사선을 착륙하고 중국은 4번째로 우주선을 착륙시키고 2번째로 탐사선을 착륙하였다.
  - 에버랜드 개항 45년만에 사파리 공원 버스에서 트램으로 교체되었다.
- 5월 18일 ~ 5월 22일: 네덜란드 로테르담에서 유로비전 송 콘테스트 2021이 개최되었다.
- 5월 22일
  - ● 서울 지하철 7호선 부평구청역 ~ 석남역 구간이 개통되었다.
  - 대한민국의 걸그룹 여자친구가 공식 해체되었다.
- 5월 23일 - 코로나19로 인해 연기되었던 포뮬러 E의 경기가 개최되었다.
- 5월 24일 - 방탄소년단이 2021년 빌보드 뮤직 어워드 4관왕을 차지했다.
- 5월 25일 - 싸이월드가 싸이월드Z로 이날 열릴 예정이었던 2개월가량 연기가 되었다.
- 5월 29일 - 한화 이글스의 김태균 선수가 은퇴하였다.
- 6월 4일 - 홍콩 디즈니랜드에서 어벤져스 캠퍼스가 개장되었다.
- 6월 5일 - 손흥민이 아시아 선수 최초로 PFA 올해의 팀에 선정되었다.
- 6월 7일 - 주노 우주선은 목성의 달 가니메데를 20년 만에 처음으로 비행하였다.
- 6월 9일 - 인천 전자랜드 엘리펀츠 프로농구단이 한국가스공사에 인수되었다.
- 6월 10일 - 한국 GM이 1분기 중으로 경상용차 다마스의 생산을 중단하였다.
- 6월 11일 ~ 7월 11일: UEFA 유로 2020이 개최되었다.
- 6월 13일 ~ 7월 10일: 2021년 코파 아메리카가 개최되었다.
- 6월 15일 - 신세계그룹의 이베이코리아 인수가 확정되었다.
- 6월 17일
  - 중국국가항천국은 최초의 우주정거장인 톈궁 우주정거장을 점령하기 위해 우주인 3명을 파견하였다.
  - 인천공항 제 4활주로가 개통되었다.
- 6월 22일 - 2021-22년 UEFA 챔피언스리그가 예선 경기가 개최되었다.
- 6월 24일
  - 신세계그룹이 이베이코리아를 인수하였다.
  - 배달통 서비스가 종료되었다.
  - 하이에어가 무안 ~ 김포간 취항을 결정하였다.
- 6월 25일 - 마이크로소프트에서 윈도우 11를 공개되었다.
- 6월 28일 - 독도함급 대형 수송함 2번함 마라도함이 해상 시운전 과정을 거쳐 대한민국 해군에 인도하였다.
- 6월 30일 -  대한민국에서 유일하게 2G 이동통신 서비스를 시행하는 LG U+의 2G 및 3G 서비스가 완전히 종료되고 이후에는 01X 번호를 계속 사용하는 것이 불가능해졌다.
- 7월 1일 - 중앙선, 강릉선 KTX-이음 복합열차를 운행하기 시작되었다.
- 7월 4일 - 샤먼킹 만화 20주년.
- 7월 5일 - 오션월드 개장 15주년.
- 7월 8일 - 런던 크리스티스 경매에서 레오나르도 다 빈치가 곰의 머리를 그린 드로잉 작품이 880만 파운드(한화 약 140억원)에 낙찰되었고 해당 작품은 1480년 전후에 그린 것으로 추정되는 은첨필 작품으로, 다빈치의 드로잉 작품 중 가장 높은 낙찰가 기록을 새롭게 썼다.
- 7월 9일 - 토마스 바흐 IOC 위원장이 2020 도쿄올림픽은 무관중으로 진행한다고 발표하였다.
- 7월 10일 ~ 8월 1일 – 2021년 CONCACAF 골드컵이  미국에서 열렸다.
- 7월 12일
  - 버진 갤럭틱의 리처드 브랜슨 회장이 세계 최초로 민간 우주 유영에 성공하면서 우주관광 시대가 열렸다.
  - 2020년 KBO 리그: 대한민국 프로야구 리그인 KBO 리그가 두산 베어스와 NC 다이노스 등의 1군에서 코로나19 확진자가 발생한 것과 관련하여, 리그를 중단하기로 결정되었다.
- 7월 13일 - 대한민국의 도로교통표지판에 개인형 이동장치 관련 표지판이 추가되었다.
- 7월 19일 - KBS NEWS D 개국.
- 7월 20일 - 대한민국 환경부가 제주 제2공항 사업 전략환경영향평가서를 최종적으로 반려하였다.
- 7월 21일
  - 제프 베이조스가 상공 107km에서 민간 우주여행에 성공하였다.
  - 2032년 하계 올림픽 개최지가  오스트레일리아 브리즈번으로 선정되었다.
  - 방탄소년단의 곡인 Permission to Dance가 Butter에 이어서 빌보드 hot 100에서 1위를 차지하면서 역사상 14번째로 자신의 곡으로 1위를 이어받은 가수가 되었다.
- 7월 23일 ~ 8월 8일 - 2020년 하계 올림픽이  일본 도쿄 에서 무관중으로 개최되었다.
- 7월 25일 - 2020 도쿄 올림픽에 출전하는 대한민국 여자 양궁팀이 올림픽 9회 연속 금메달이라는 대기록을 세웠다.
- 8월 1일 - 강릉선 KTX의 운행열차가 KTX-산천에서 KTX-이음으로 교체되었다.
- 8월 2일 - 싸이월드Z가 오픈되었다.
- 8월 7일 - 카카오뱅크가 코스피에 상장되었고 시가총액 12위, 금융주로는 1위를 기록되었다.
- 8월 8일 - 2020 도쿄 올림픽이 폐막되었다.
- 8월 10일 - 축구선수 리오넬 메시가 20년간 뛰었던 FC 바르셀로나 팀을 떠나 파리 생제르맹 FC으로 이적하였다.
- 8월 12일 - 칭다오 자오둥 국제공항이 개항되었다.
- 8월 15일 - 대한민국의 5인조 걸그룹 여자아이들의 멤버 서수진이 탈퇴하였다.
- 8월 21일 - 김대건 신부 탄생 200주년.
- 8월 24일 ~ 9월 5일 - 2020년 하계 패럴림픽이  일본 도쿄에서 무관중으로 개최되었다.
- 8월 25일
  - 2021-22년 UEFA 챔피언스리그가 경기가 폐막되었다.
  - 정부는 저녁 12시부터 오전 6시까지 청소년들이 게임을 하지 못하게 하는 셧다운제 폐지하기로 방침을 정했다.
- 9월 1일
  - 서울특별시 상암동 월드컵대교 본선이 개통되었다.
  - 서부간선도로 지하화가 개통되었다.
- 9월 7일 - 엘살바도르가 세계 최초로 비트코인을 공식 화폐로 받아들인 나라가 되었다.
- 9월 14일 - 2021-22년 UEFA 챔피언스리그가 본선이 개막되었다.
- 9월 16일 - 민간 우주 관광을 위한 스페이스X의 우주선이 발사되었다.
- 9월 20일 - 유니버설 스튜디오 베이징가 개장되었다.
- 9월 21일 - iOS 15가 정식 출시되었다.
- 9월 29일
  - 007 노 타임 투 다이가 개봉되었다.
  - 현대 캐스퍼가 자동차가 출시되었다.
  - 일론 머스크가 2007억 달러(약 237조 8897억 원)의 재산으로 포브스 선정 세계 최고의 부자로 선정되었다.
- 10월 1일 - 2020년 세계 박람회가 아랍에미리트 두바이에서 개최되었다.
- 10월 5일
  - 로스코스모스는 국제우주정거장에 탐험대 66명과 채널 러시아 2명을 태우고 가는 소유즈 MS-19 임무가 시작되었다.
  - 마이크로소프트에서 윈도우 11를 출시되었다.
- 10월 12일 - Windows 10 RS1 버전의 메인 서포트가 종료되었다.
- 10월 14일 - 알리탈리아가 중단되었다.
- 10월 16일
  - 크레이지 아케이드가 출시 20주년.
  - 루시가 발사되었다.
- 10월 21일
  - 대한민국의 도로교통표지판에 어린이(통학버스)승하차 표지판이 추가되었다.
  - 대한민국에서 누리호가 발사되었다.
- 10월 28일 - 빅테크 페이스북이 사명을 메타로 변경했다.
- 10월 30일
  - ● 수도권 전철 1호선 탕정역이 개통되었다.
  - ● 의정부 경전철 차량기지 임시승강장이 개통되었다.
- 11월 1일 - 승합차, 화물차, 특수차 번호판이 3자리로 늘어났고 승합차는 700~799, 화물차는 800~979, 특수차는 980~997, 경찰차와 소방차는 998, 999번이 적용되었다.
- 11월 3일 - 메이저 리그 베이스볼 월드 시리즈 6차전에서 애틀랜타 브레이브스가 휴스턴 애스트로스를 7대 0으로 꺾고 시리즈 전적 4승 2패로 1995년 이후 26년만에 통산 4번째 우승을 달성하였다.
- 11월 4일 - Apple TV+가 대한민국에 출시되었다.
- 11월 6일 - 베트남 하노이에서 하노이 지하철 2A호선이 개통되었다.
- 11월 9일 - 스페이스X 크루-2가 착륙하였다.
- 11월 11일
  - 스페이스X는 국제우주정거장에 탐험대 66명 승무원 4명을 탈수 있는 승무원 스페이스X 크루-3 임무가 착수하게 되었다.
  - 배틀그라운드: 뉴 스테이트가 발매되었다.
- 11월 12일 - 디즈니+의 국내 서비스가 시작되었다.
- 11월 16일 - 리그 오브 레전드 챔피언스 코리아의 계약기간이 끝나는 선수들은 이 날에 전 팀과 계약이 종료되었다.
- 11월 17일 - 귀멸의 칼날: 나타구모산 편이 개봉되었다.
- 11월 17일 ~ 11월 21일 - 부산광역시의 벡스코에서 지스타가 개최되었다.
- 11월 18일
  - KBO 리그 한국시리즈 4차전에서 kt wiz가 두산 베어스를 8대 4로 꺾고 시리즈 전적 4승으로 2013년 창단 이후 8년만에 통산 1번째 우승을 달성하였다.
  - 2022학년도 대학수학능력시험이 시행되었다.
  - 남부순환로 광복교 ~ 사성교(옛 안양교) 6차로 확장 공사가 완료되었다.
- 11월 19일 - 포켓몬스터 브릴리언트 다이아몬드·샤이닝 펄이 발매되었다.
- 11월 22일 - 방탄소년단이 AMA에서 아시아 가수 최초로 올해의 가수상을 수상하였다.
- 11월 24일 - NASA는 지구를 보호하는 방법을 배우기 위해 소행성을 비껴가기 위한 1번째로 시도인 이중 소행성 방향 전환 평가를 시작되었다.
- 11월 26일 - ● 수도권 전철 경의·중앙선 도라산역이 개통 연기되었다.
- 11월 27일 - 일본 프로 야구 일본 시리즈 6차전에서 도쿄 야쿠르트 스왈로스가 오릭스 버펄로스를 2대 1로 꺾고 시리즈 전적 4승 2패로 2001년 이후 20년만에 통산 6번째 우승을 달성하였다.
- 12월 1일
  - 안면도와 원산도, 대전을 잇는 보령해저터널이 개통되었다.

대한민국의 6인조 다국적 걸그룹 아이브가 데뷔하였다. 
- - 경부고속도로의 하이패스 나들목인 북구미IC가 개통되었다.
  - 종합편성채널 및 연합뉴스TV 개국 10주년.
- 12월 5일 - 귀멸의 칼날 2기가 방영을 시작하였다.
- 12월 9일 - 수서고속철도 개통 5주년.
- 12월 10일 - 세월호 참사의 영향으로 중단되었던 인천 ~ 제주 여객선 운항이 재개되었다.
- 12월 11일 - ● 수도권 전철 경의·중앙선 도라산역이 개통되었다.
- 12월 11일 ~ 12월 21일: 스위스 루체른에서 열릴 예정이었던 2021년 동계 유니버시아드 대회가 SARS-CoV-2 오미크론 변이 대유행으로 취소되었다.
- 12월 15일 - 유튜브의 마인크래프트 분야 조회수가 누적으로 1조뷰를 기록되었다.
- 12월 18일
  - ● 수도권 전철 8호선 남위례역이 개통되었다.
  - SBS 연예대상에서 미운 우리 새끼팀이 대상수상하였다.
- 12월 20일 - 부산광역시 중앙대로 서면 광무교 ~ 충무동 자갈치교차로 구간 BRT 개통되었다.
- 12월 21일 - 차세대 전자여권 발급이 시작되었다.
- 12월 25일
  - KBS 연예대상에서 문세윤이 대상수상하였다.
  - 제임스 웹 우주망원경을 탑재한 아리안 5호 로켓이 프랑스령 기아나 우주센터에서 UTC 기준 오후 12시 20분에 발사되었다.
- 12월 28일
  - ● 동해선 광역전철이 일광역 ~ 태화강역 구간이 개통되었다.
  - 동해선 태화강역 ~ 신경주역 구간이 개통되었다.
  - 중앙선 영천역 ~ 신경주역, 대구선 금강역 ~ 영천역 복선 구간이 개통되었다.
- 12월 29일
  - 서해안고속도로의 하이패스 나들목인 불갑산 나들목이 개통되었다.
  - MBC 방송연예대상에서 유재석이 2년 연속 대상 수상하였다.
- 12월 30일
  - 동부간선도로가 월계1교 ~ 상계교 4.6km 구간 의정부 방향 편도 3차로가 확장되었다.
  - MBC 연기대상에서 남궁민이 대상 수상하였다.
- 12월 31일
  - 중부내륙선 부발 ~ 충주 구간이 개통되었다.
  - KBS 연기대상에서 지현우가 대상 수상하였다.
  - SBS 연기대상에서 김소연이 대상 수상하였다.

## 탄생
- 3월 26일 - 스웨덴 베르나도트 왕가의 왕자 할란드 공작 율리안 왕자
- 6월 4일 - 서식스 공작 해리의 딸 릴리벳 마운트배튼윈저

## 사망

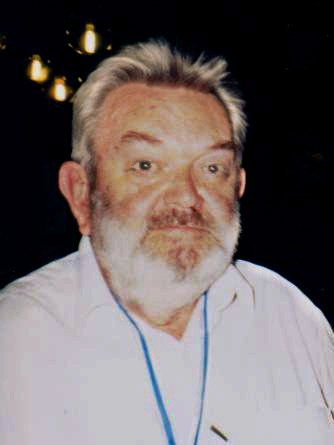
마르티뉘스 펠트만

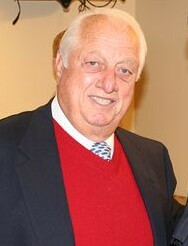
토미 라소다

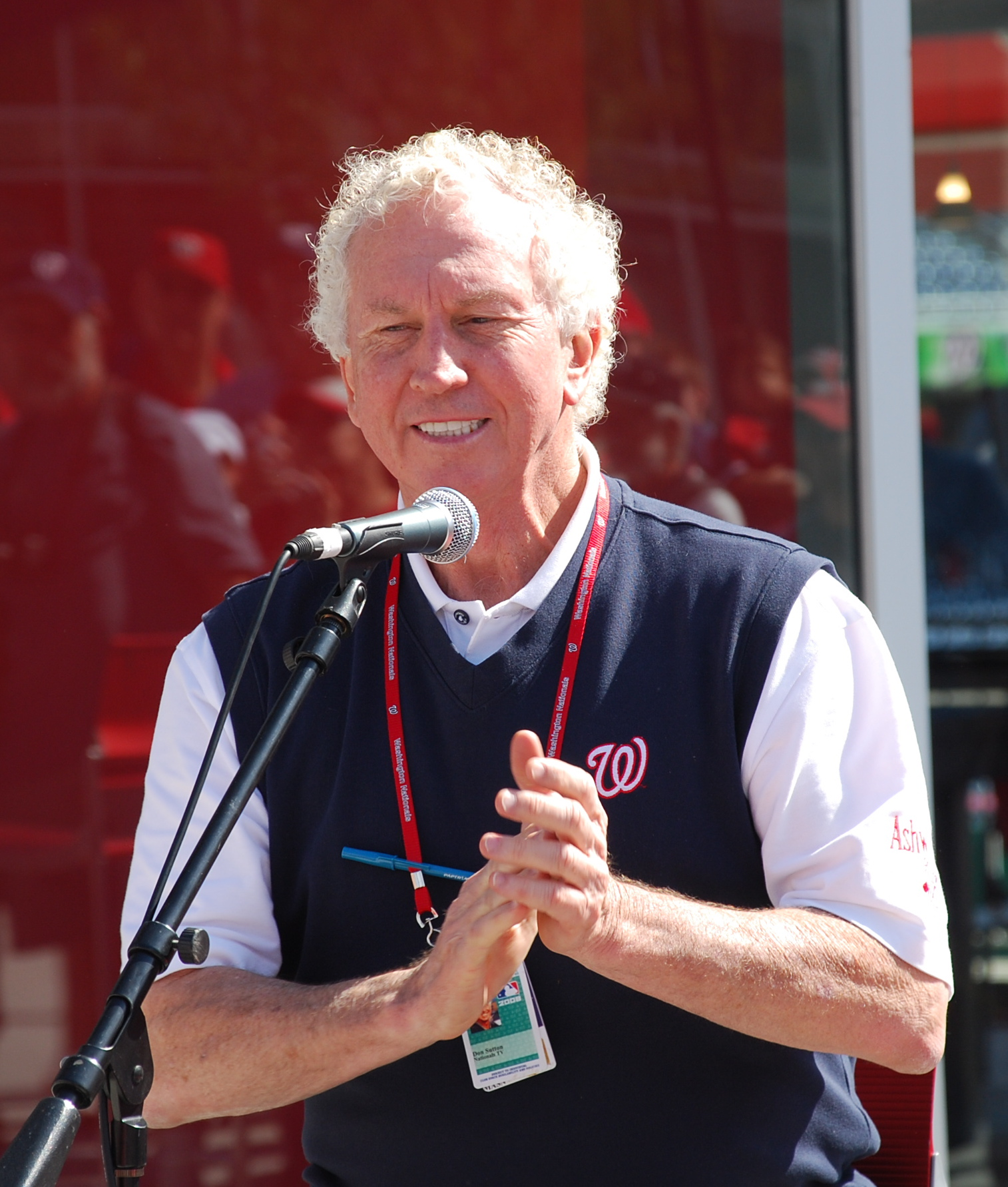
돈 서턴

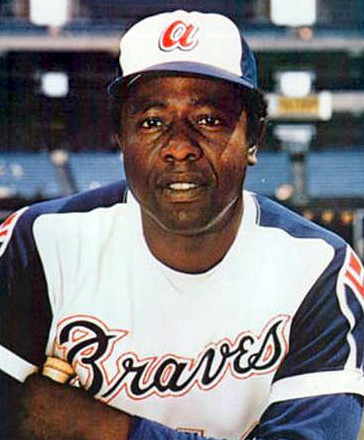
행크 에런

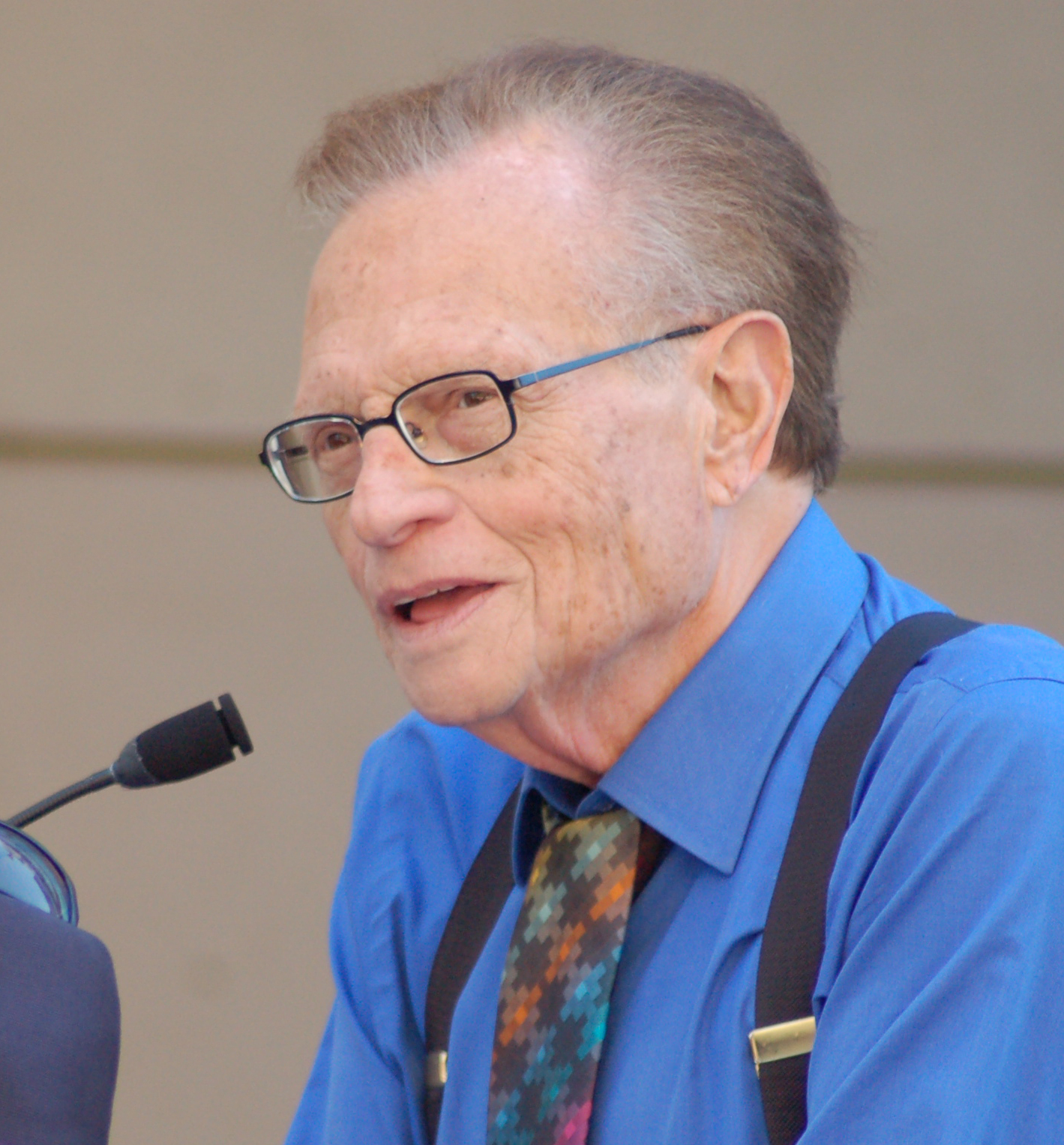
래리 킹

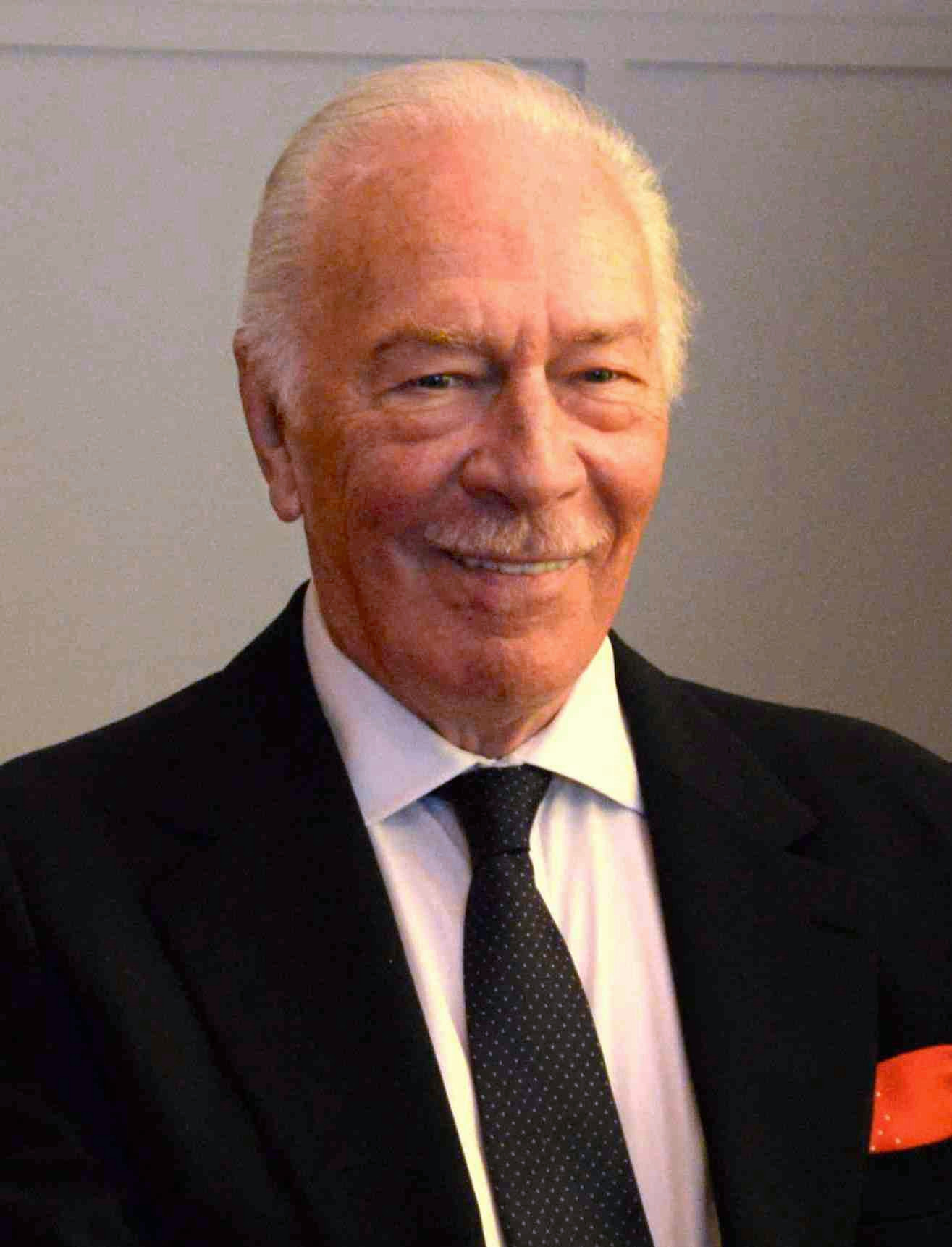
크리스토퍼 플러머

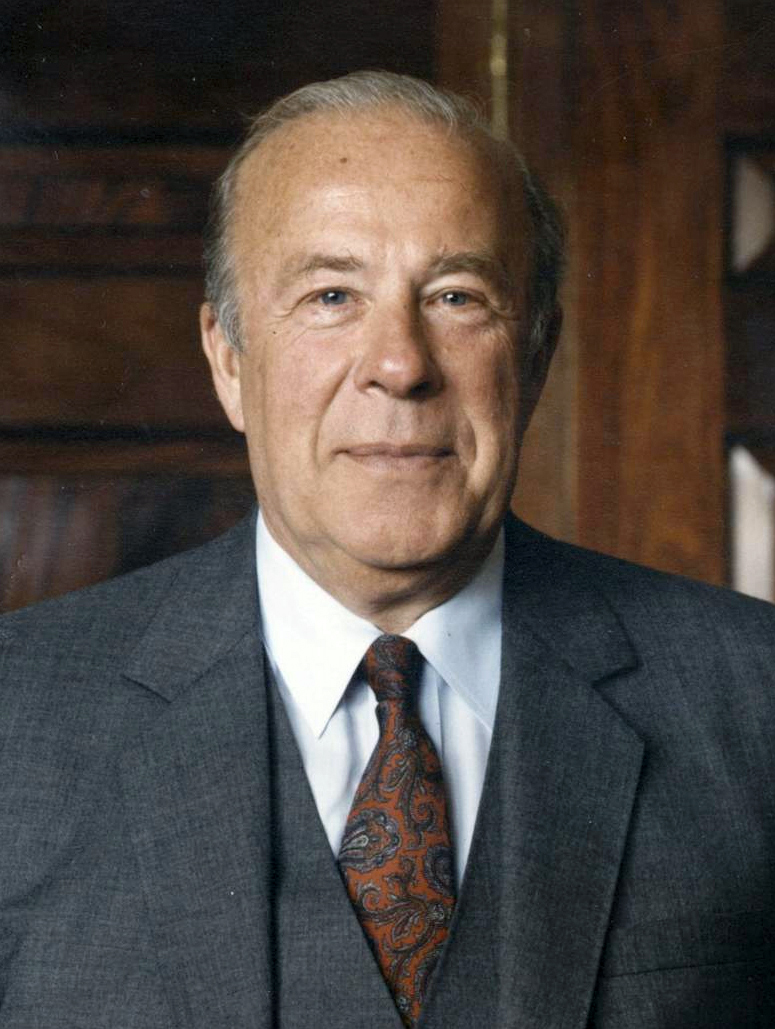
조지 프랫 슐츠

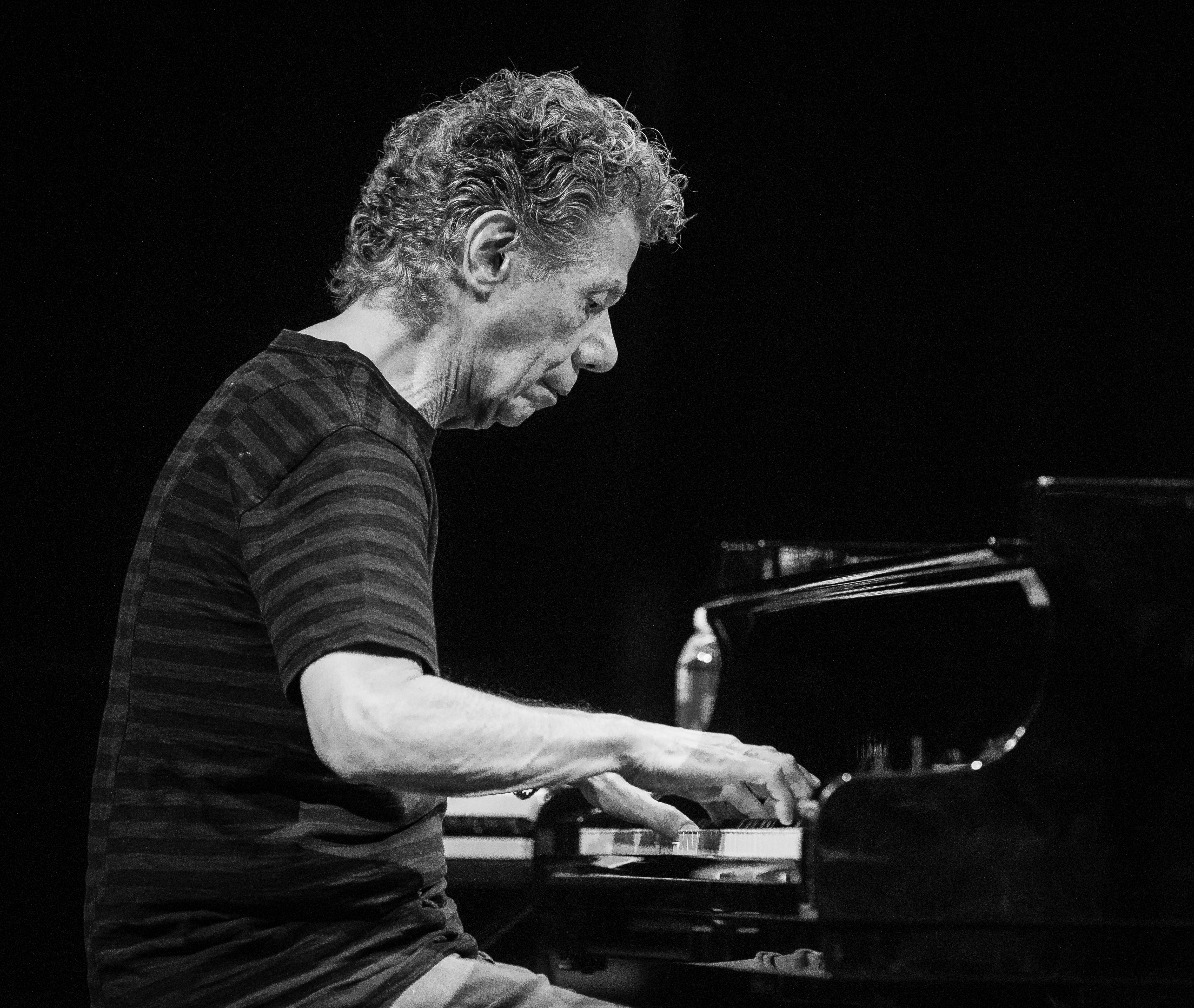
칙 코리아

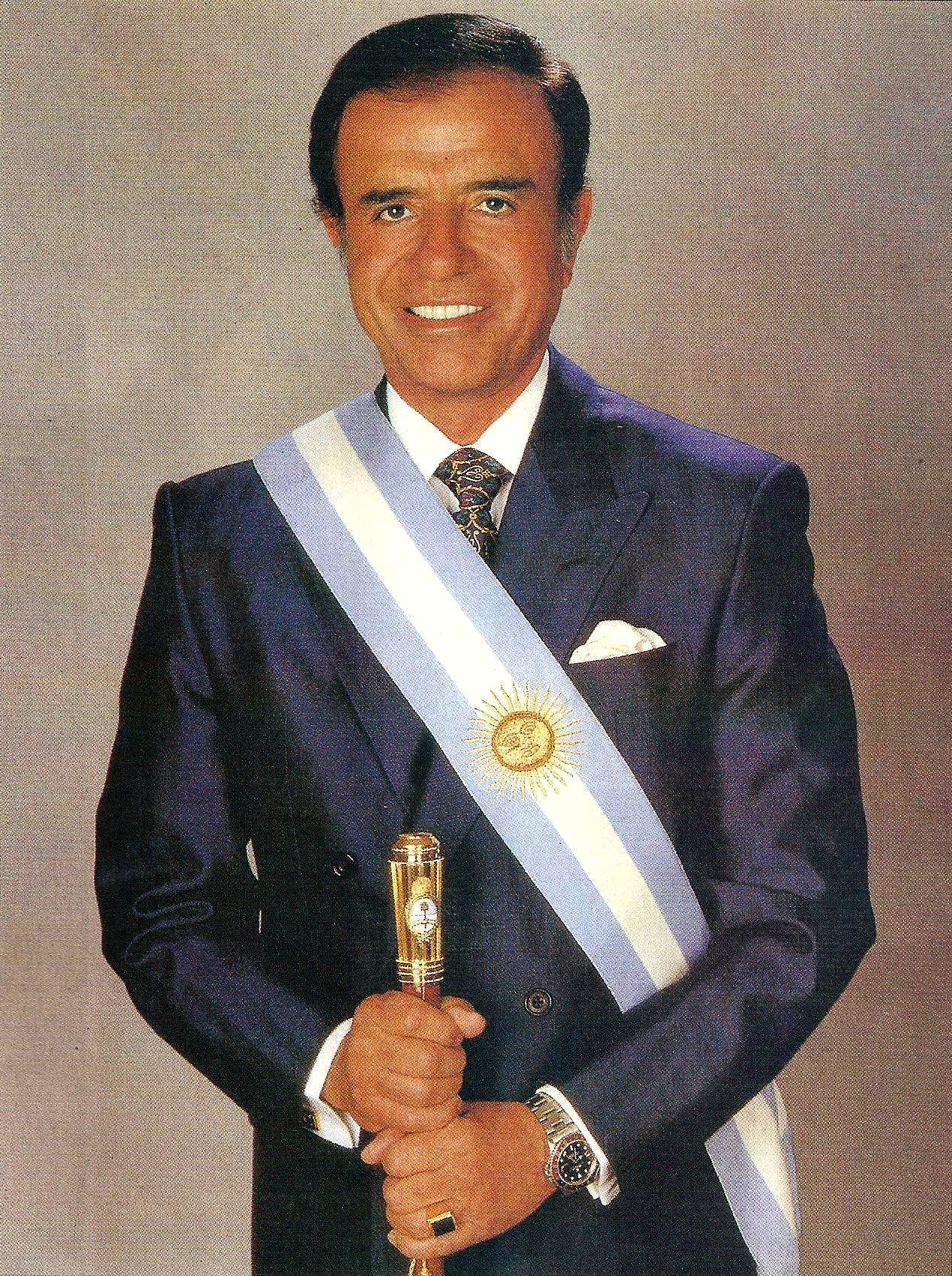
카를로스 메넴

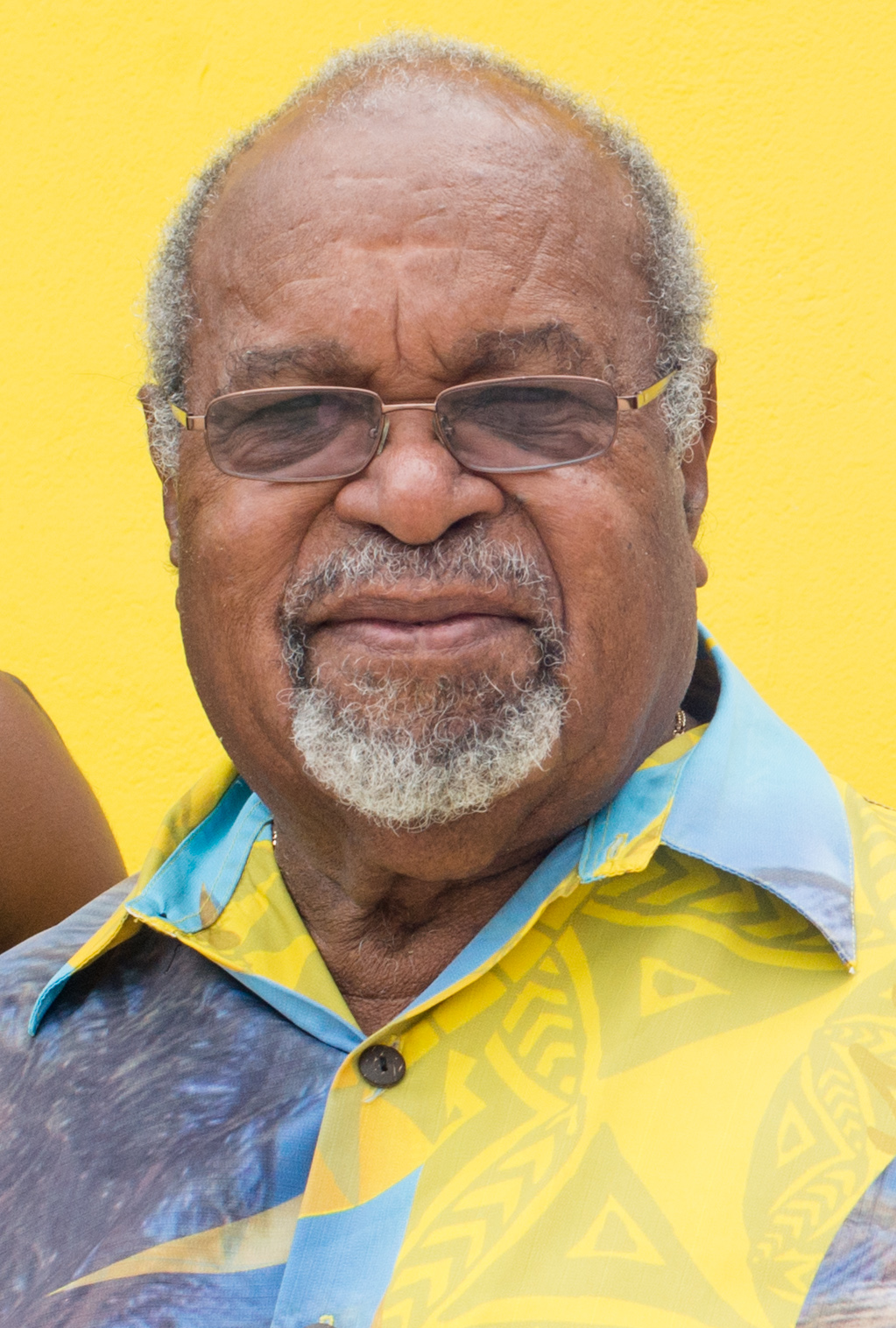
마이클 소마레

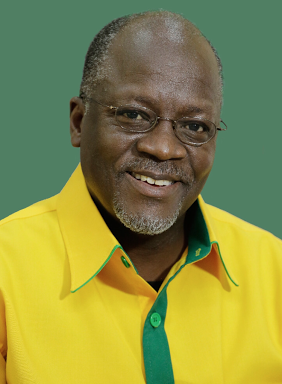
존 마구풀리

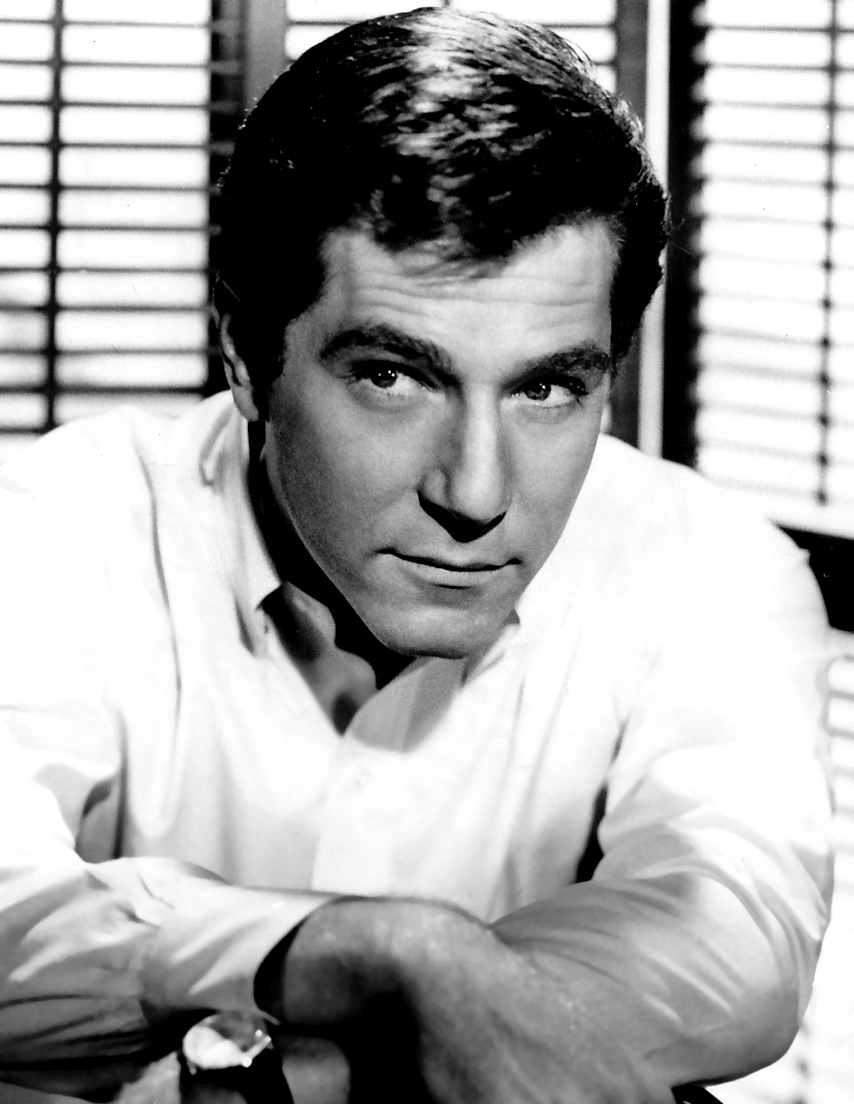
조지 시걸

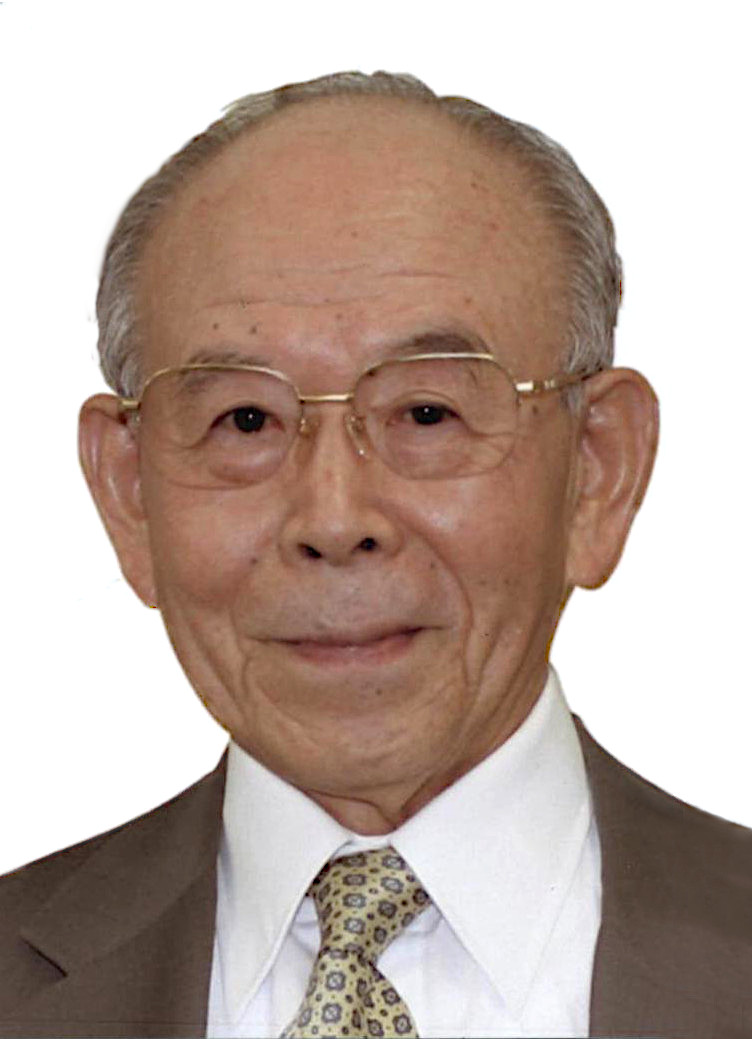
아카사키 이사무

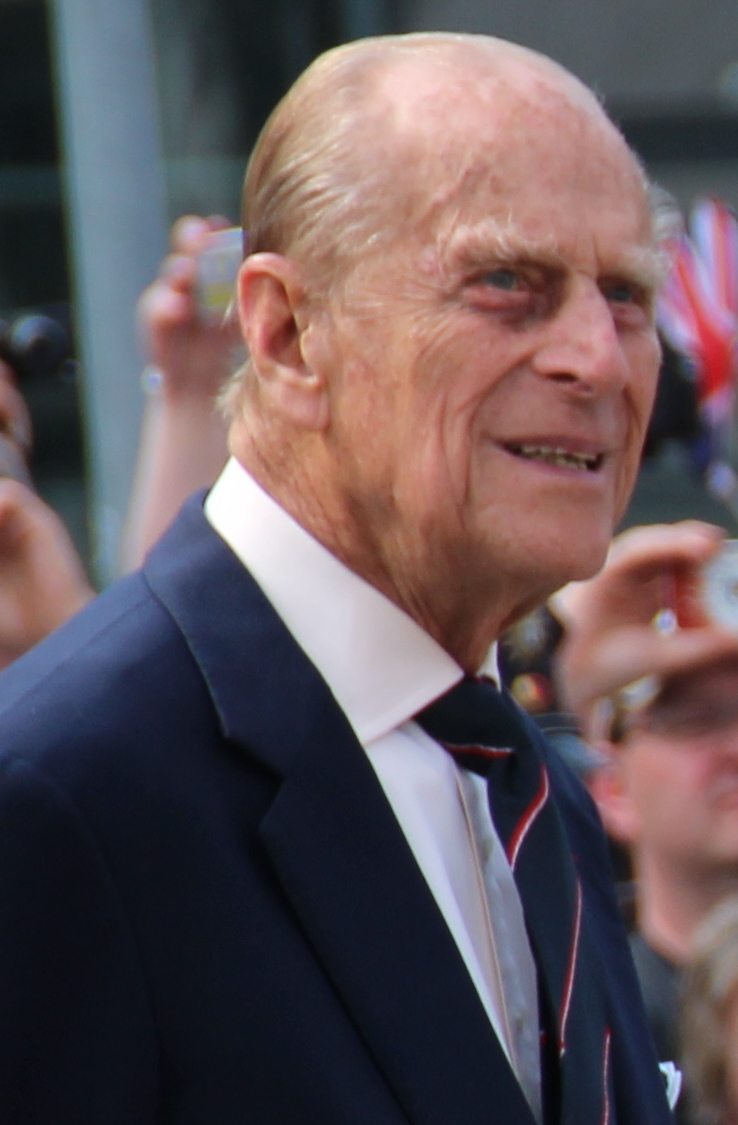
에든버러 공작 필립

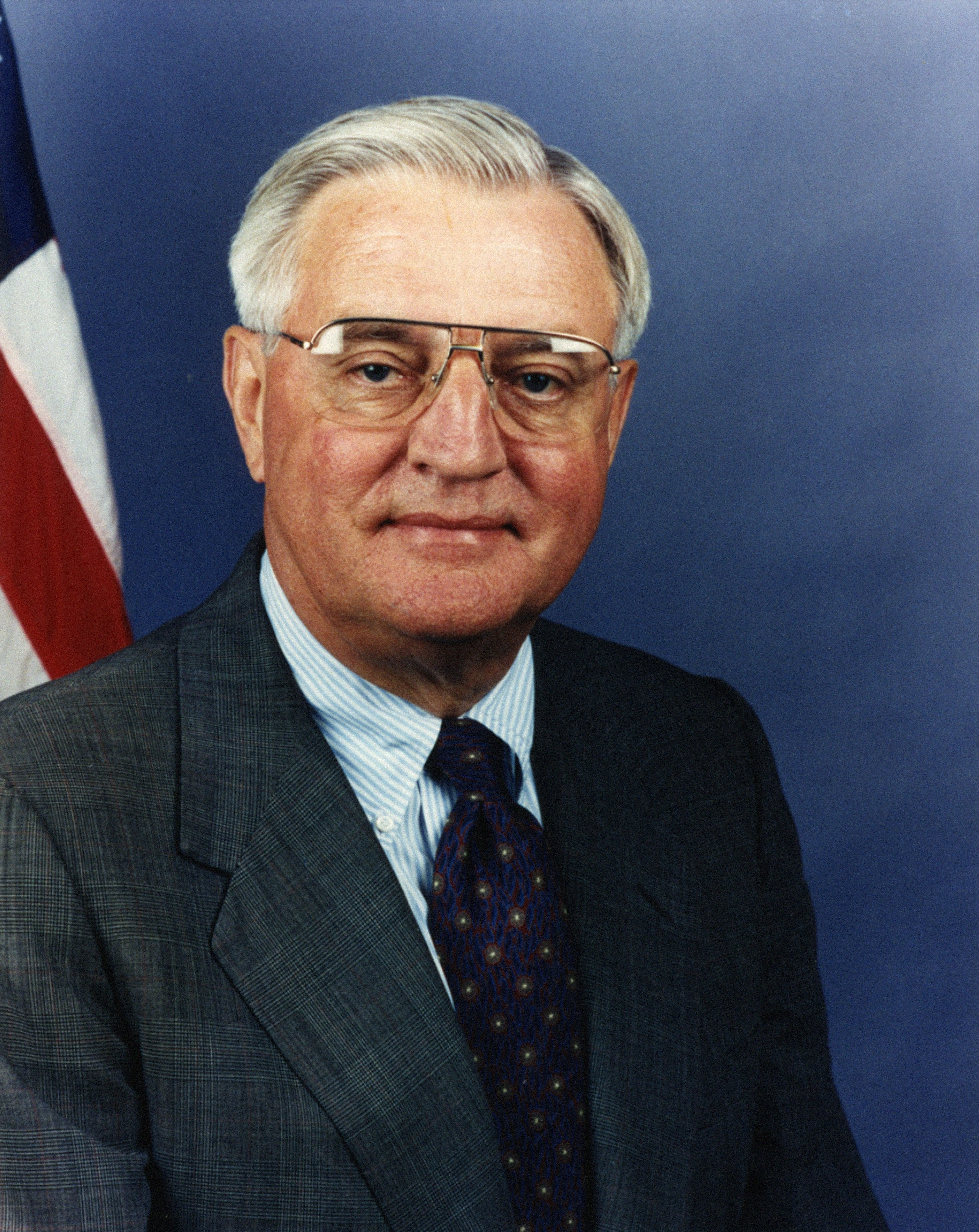
월터 먼데일

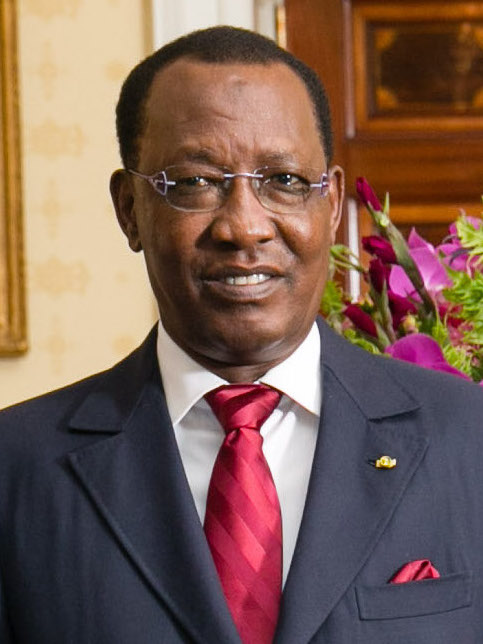
이드리스 데비

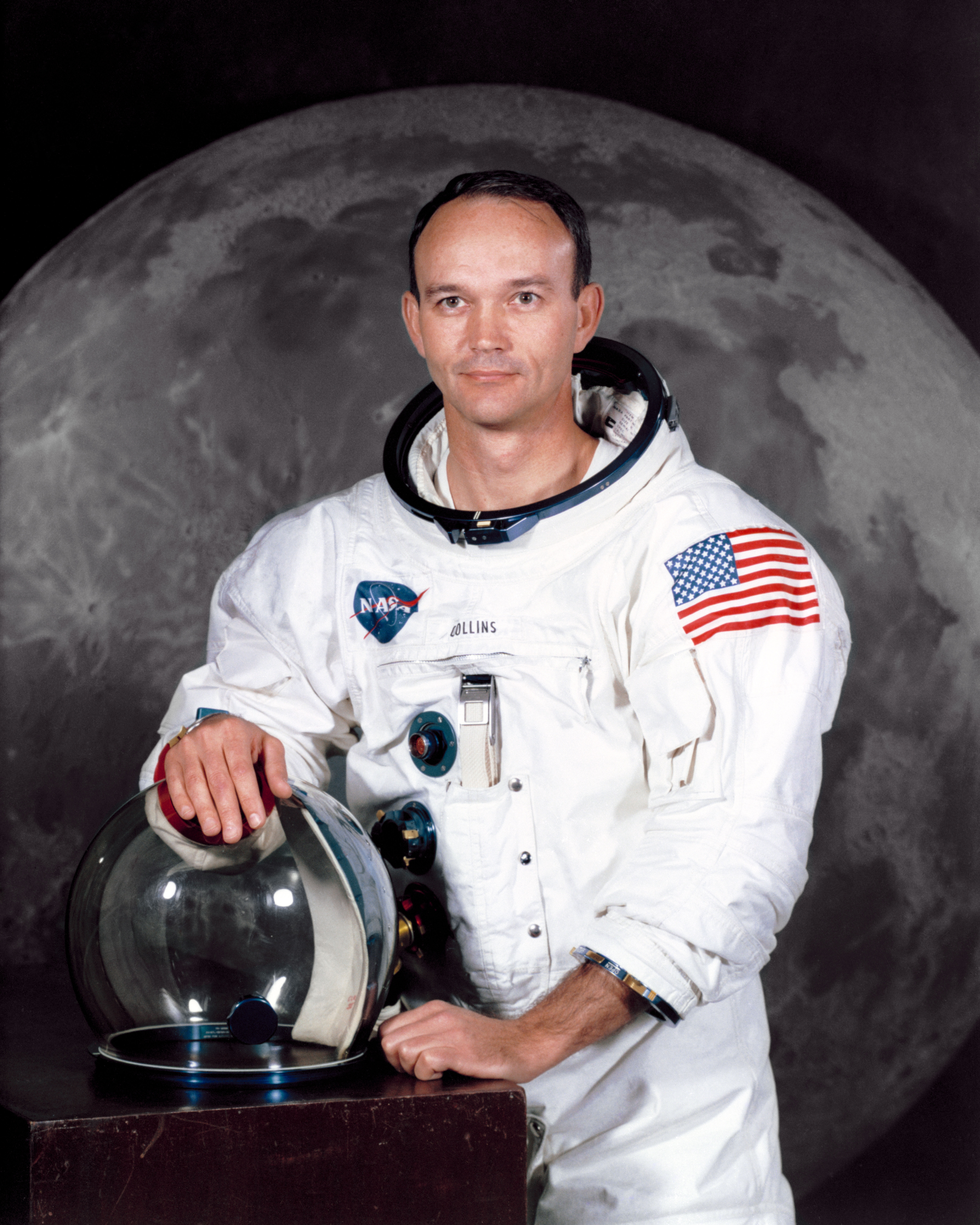
마이클 콜린스

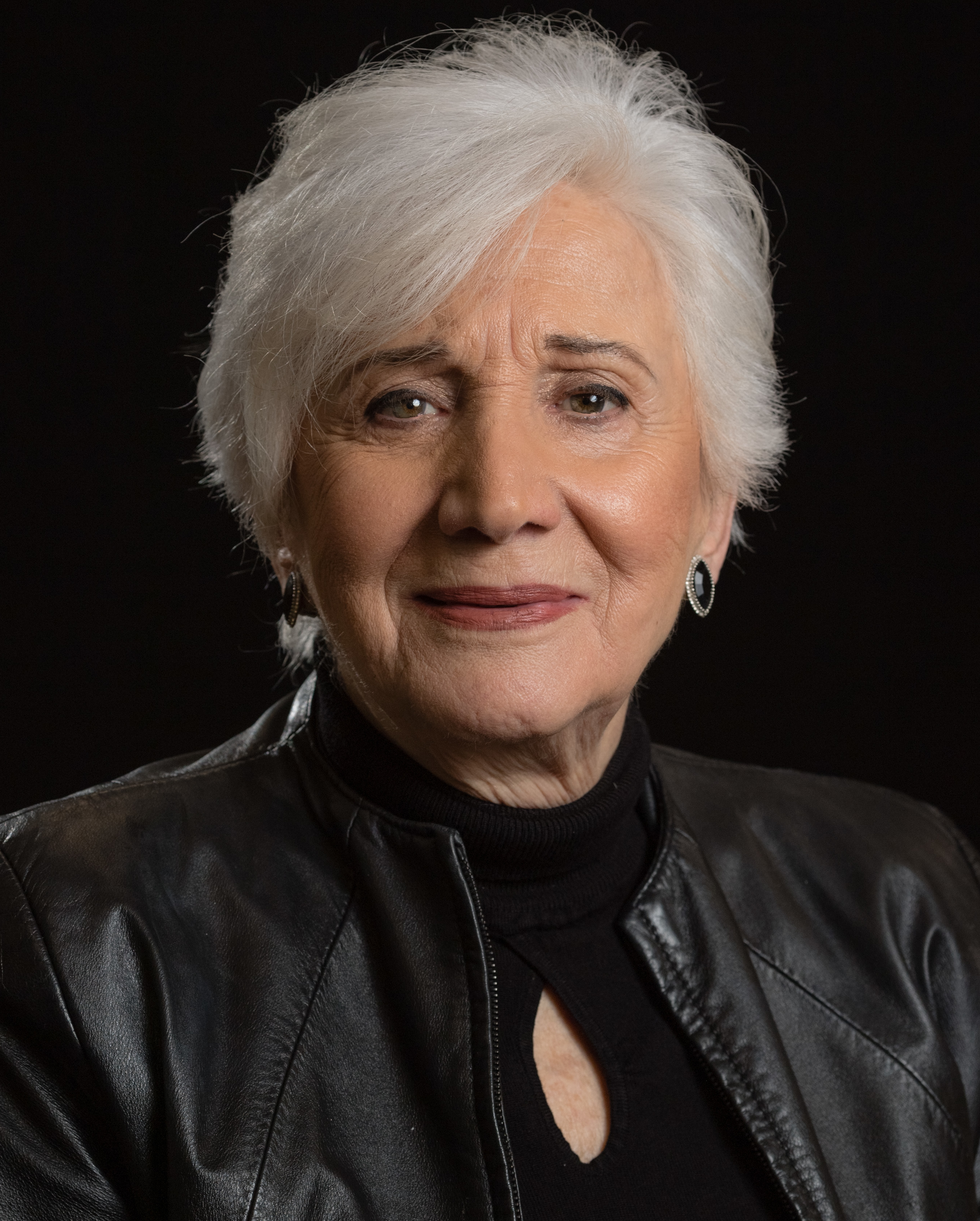
올림피아 두카키스

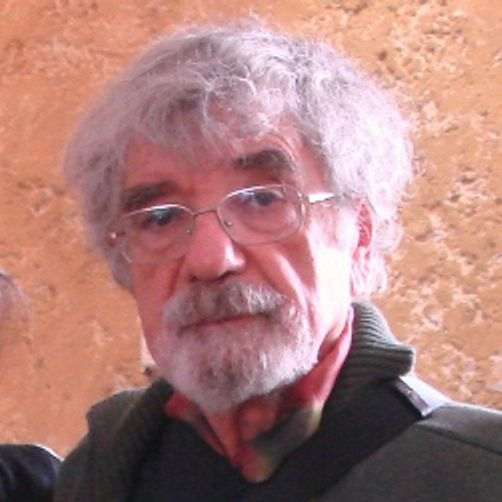
움베르토 마투라나

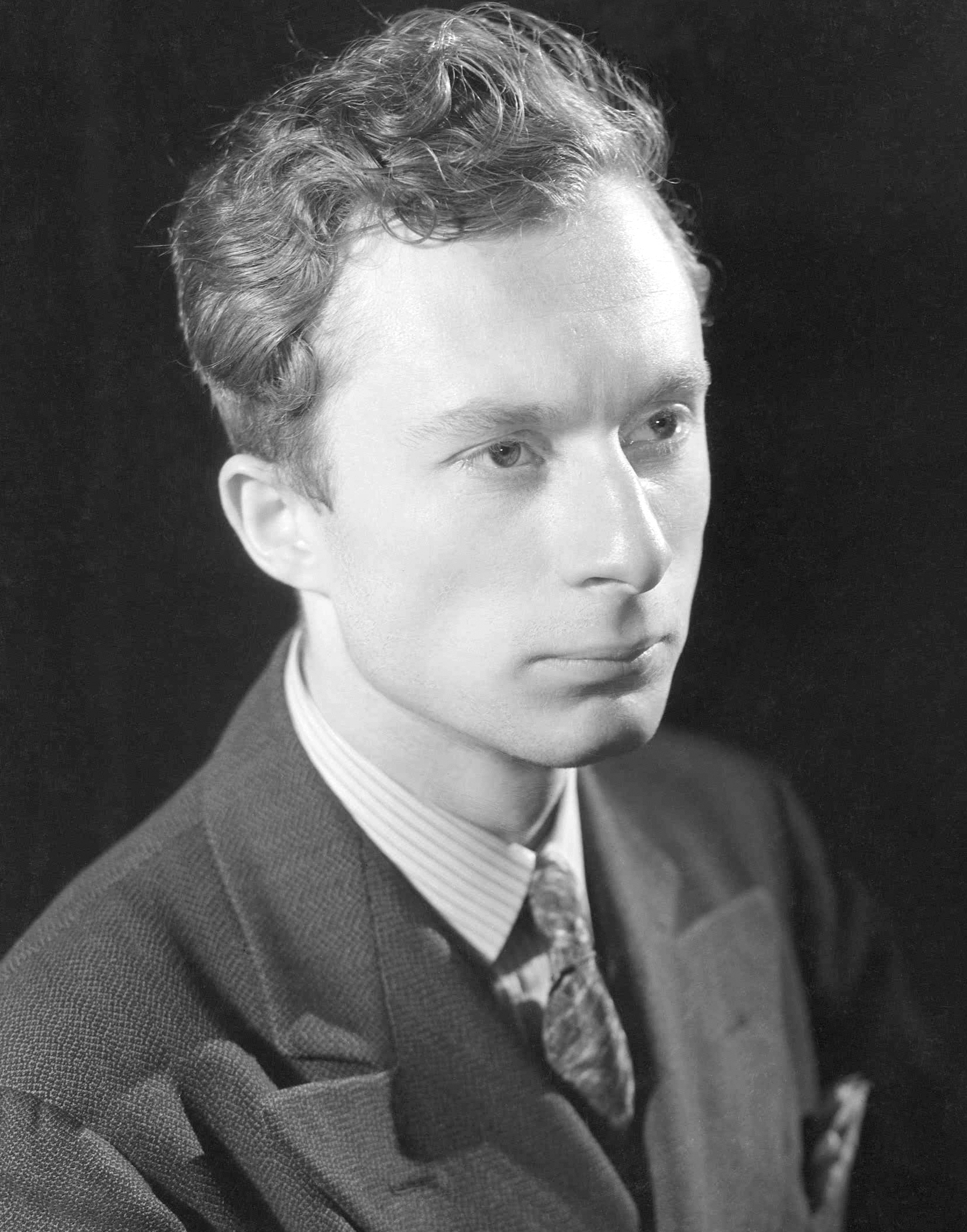
노먼 로이드

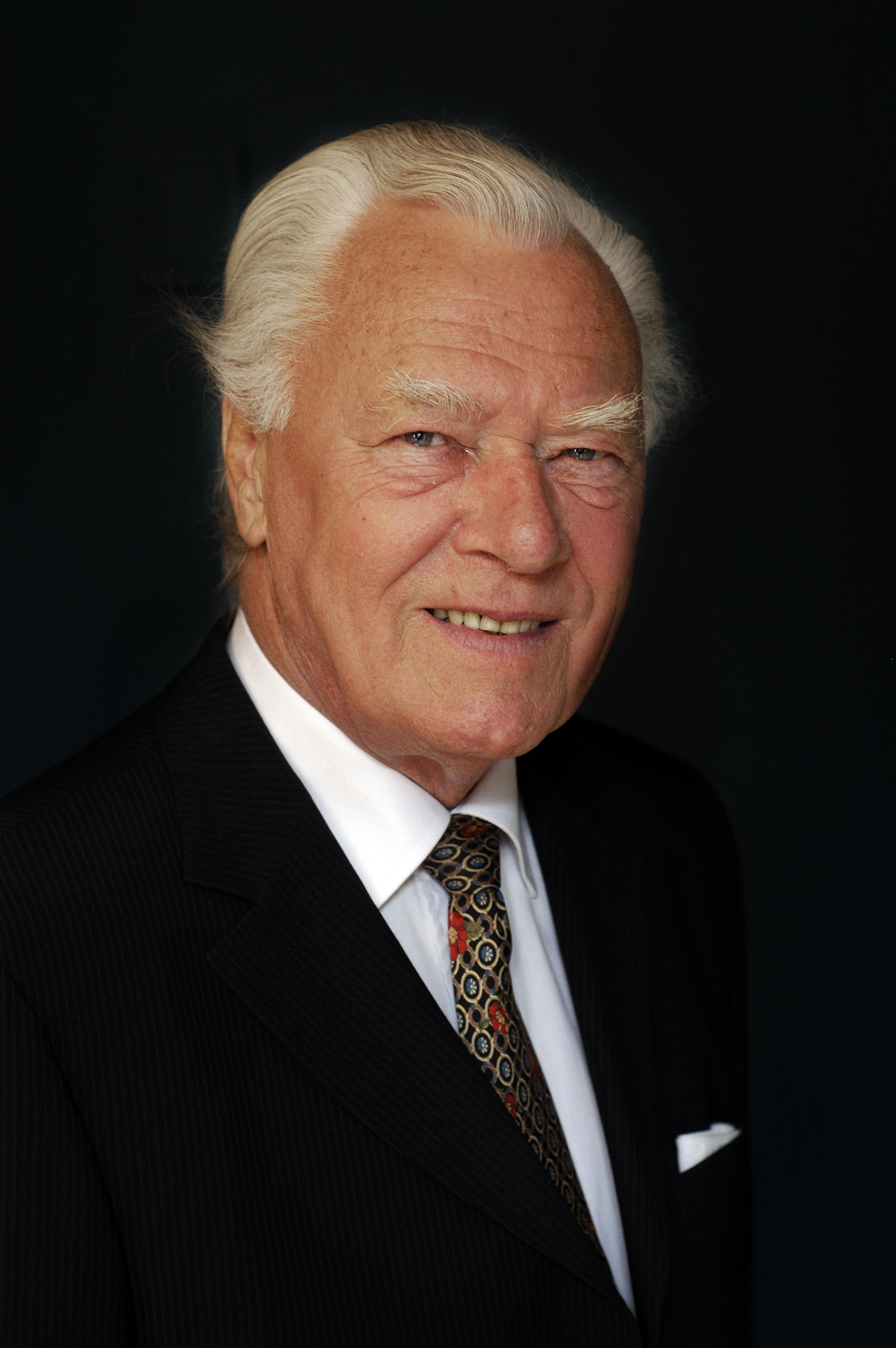
포울 슐뤼테르

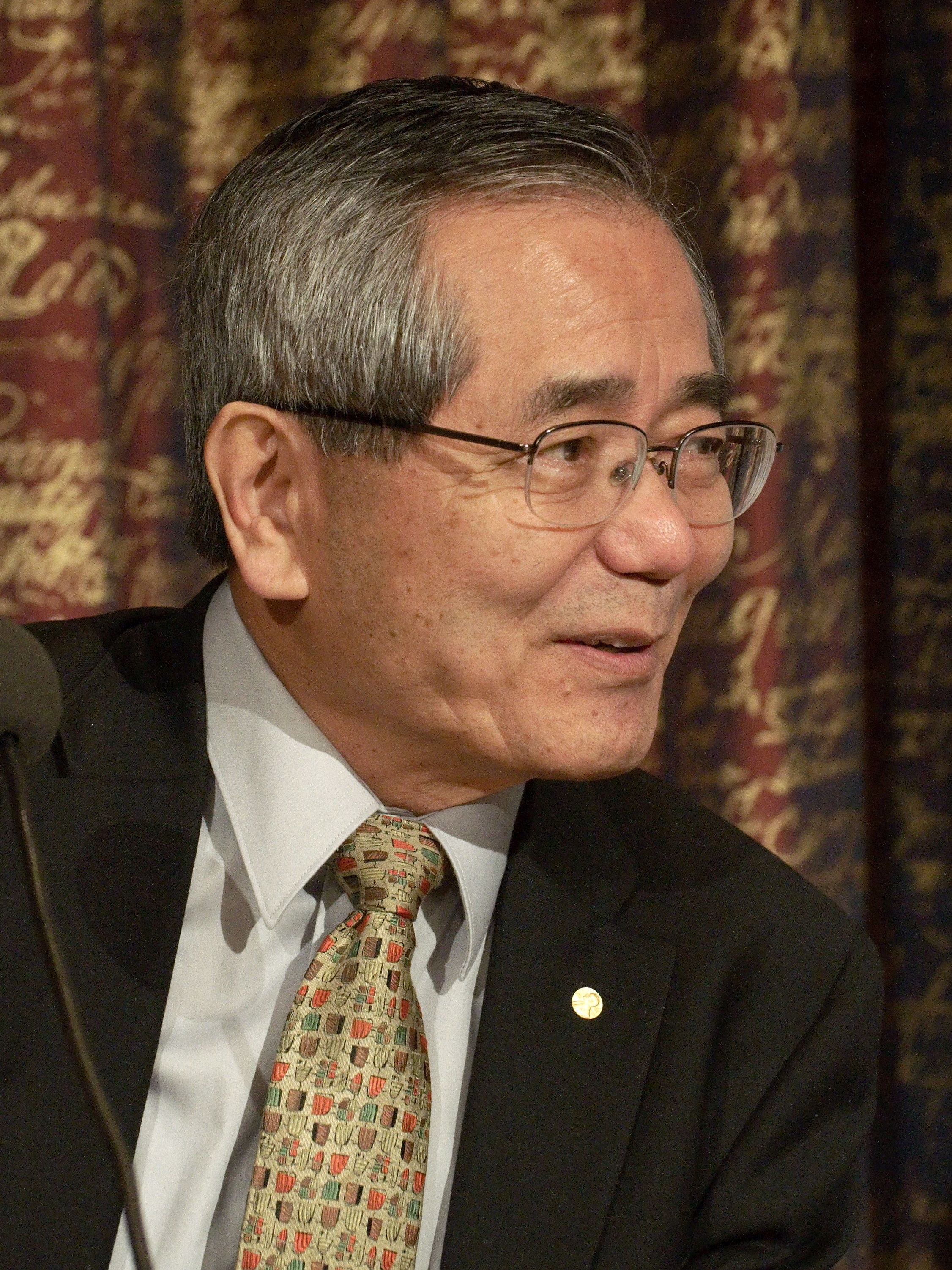
네기시 에이이치

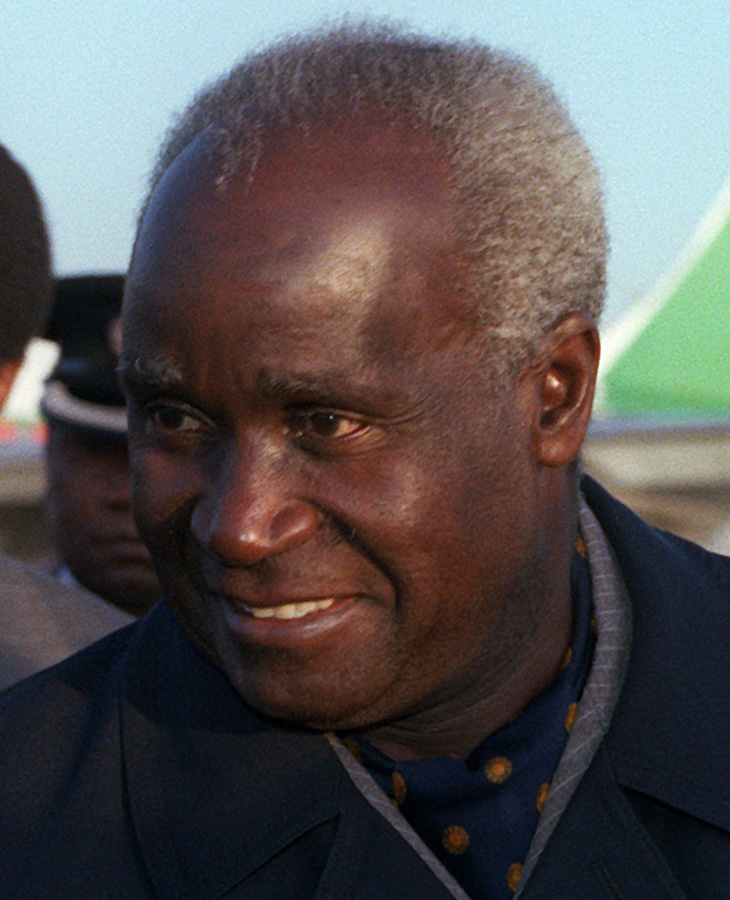
케네스 카운다

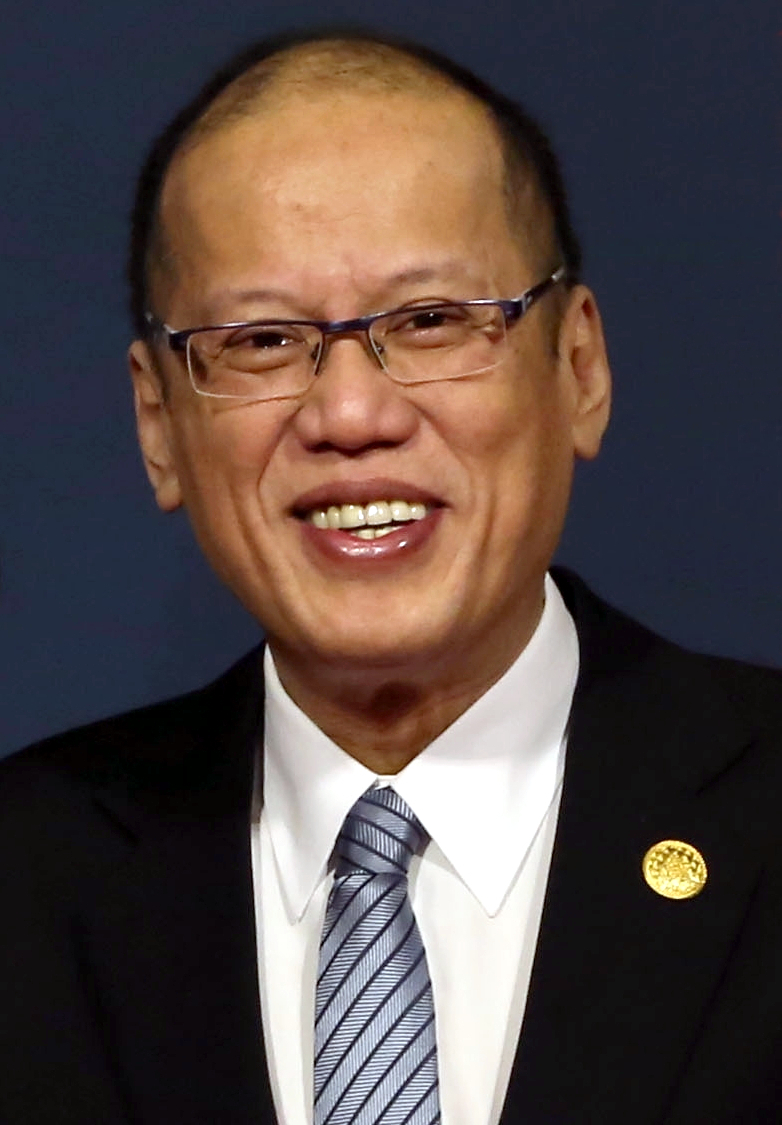
베니그노 아키노 3세

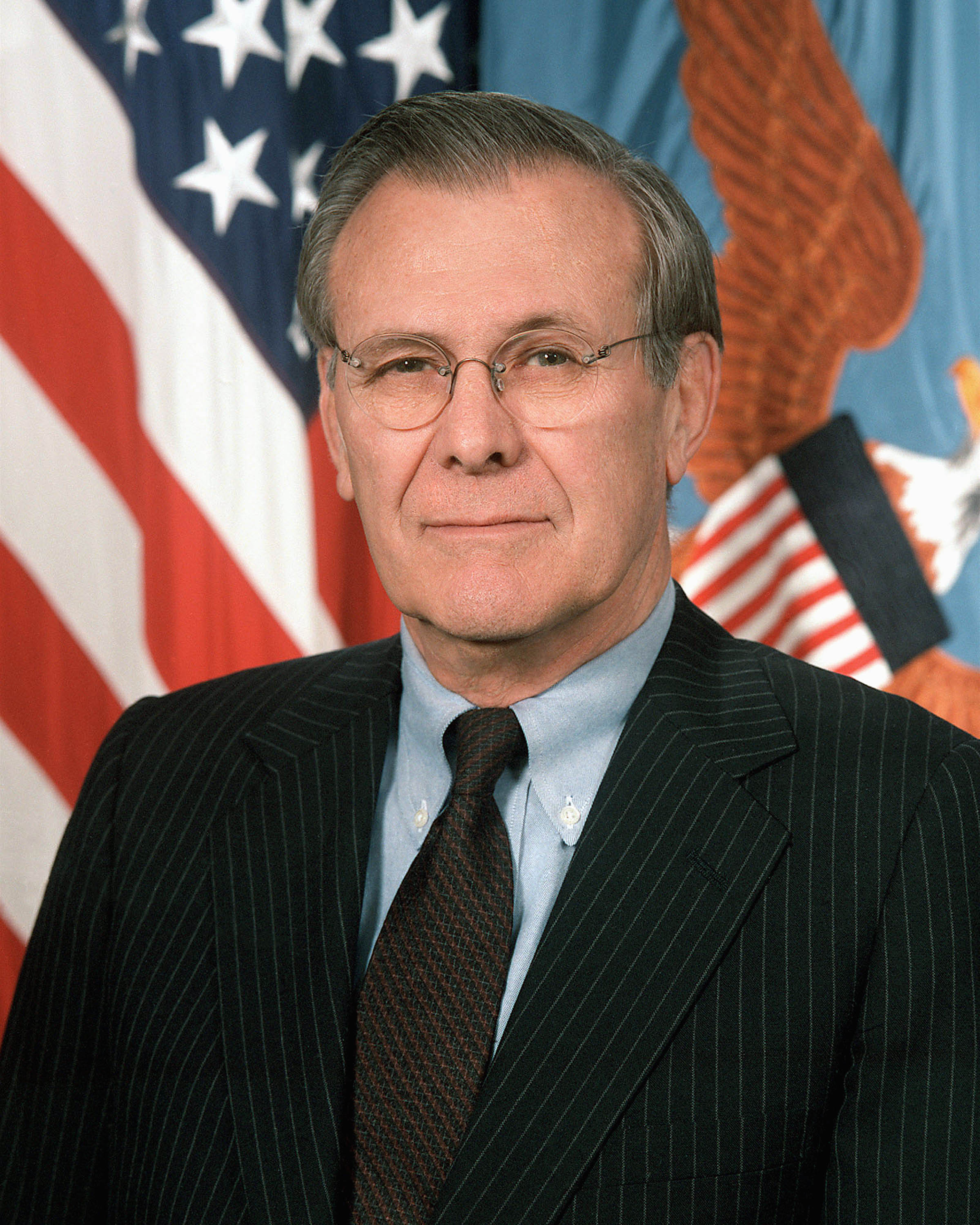
도널드 럼즈펠드

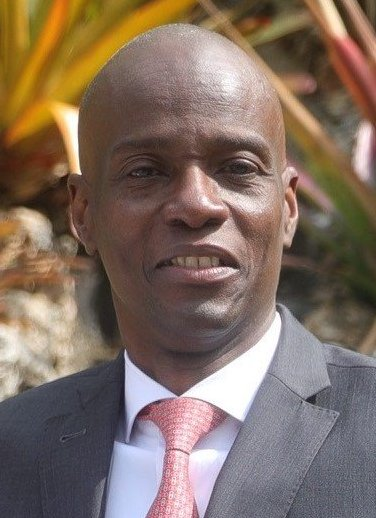
조브넬 모이즈

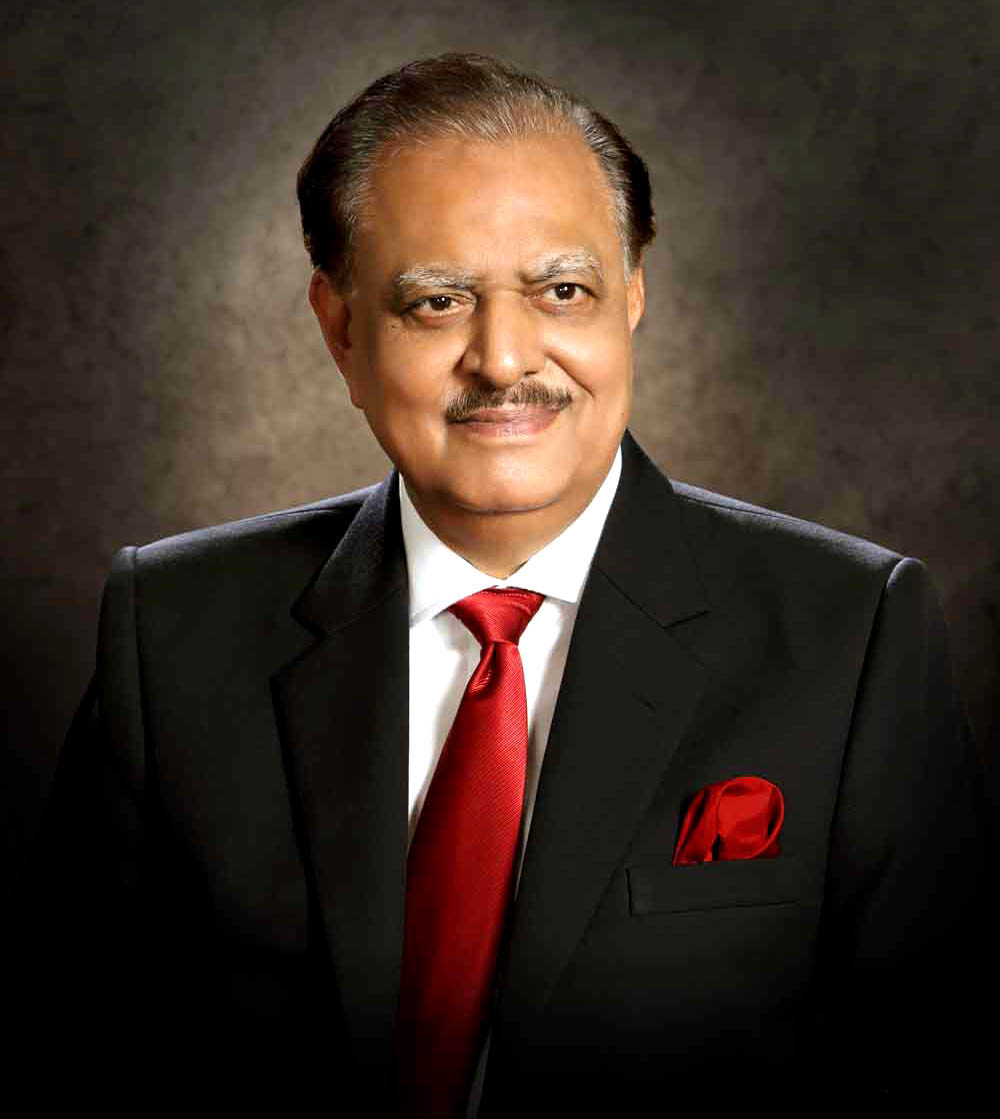
맘눈 후세인

스티븐 와인버그

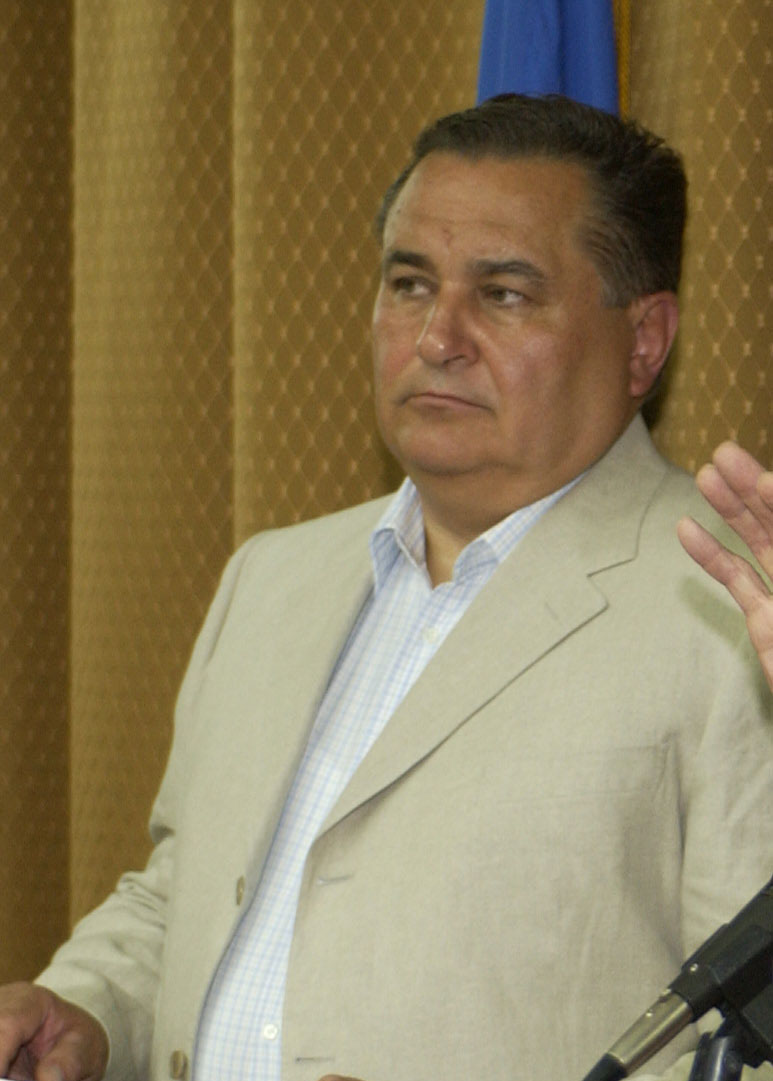
예우헨 마르추크

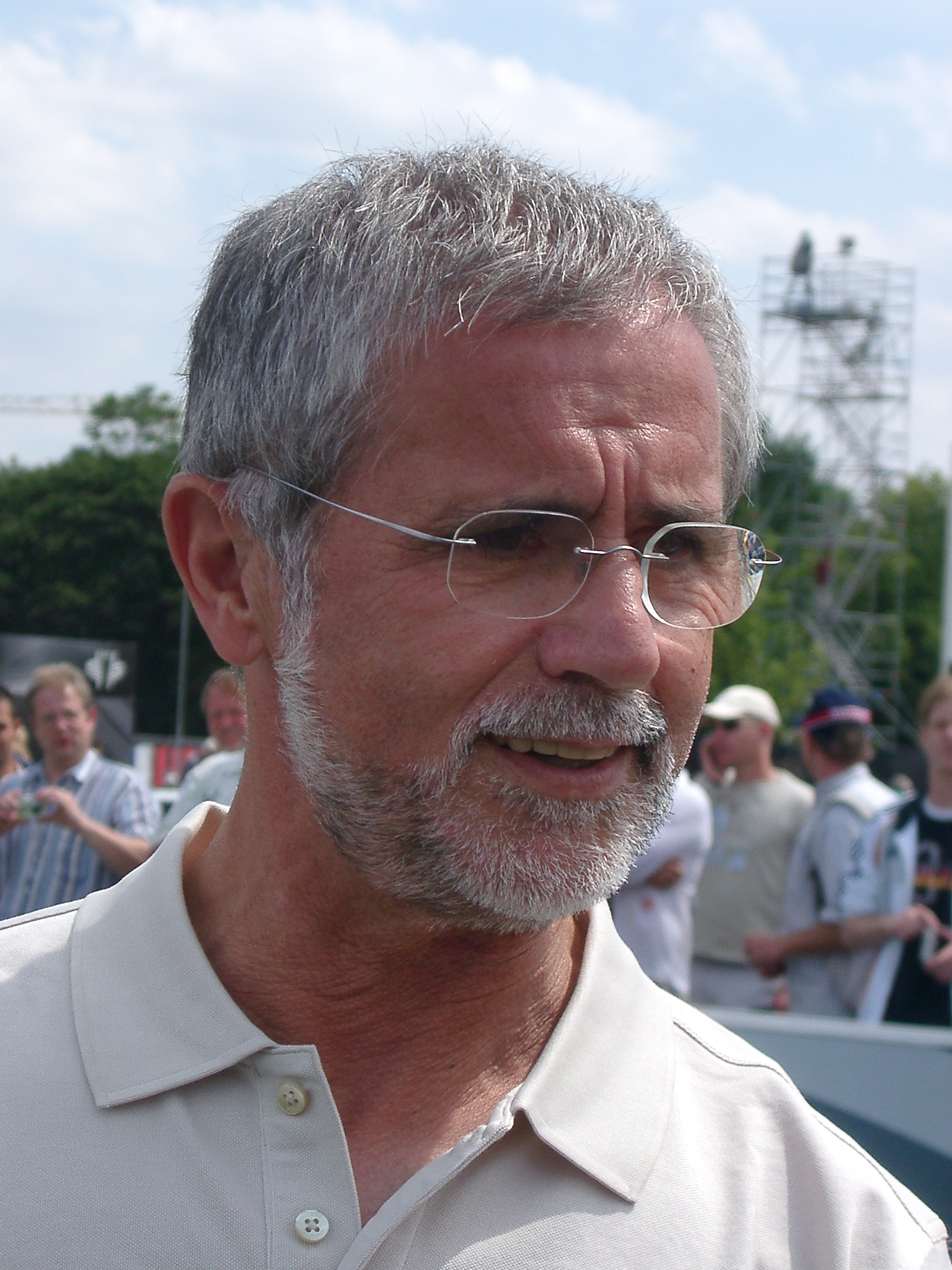
게르트 뮐러

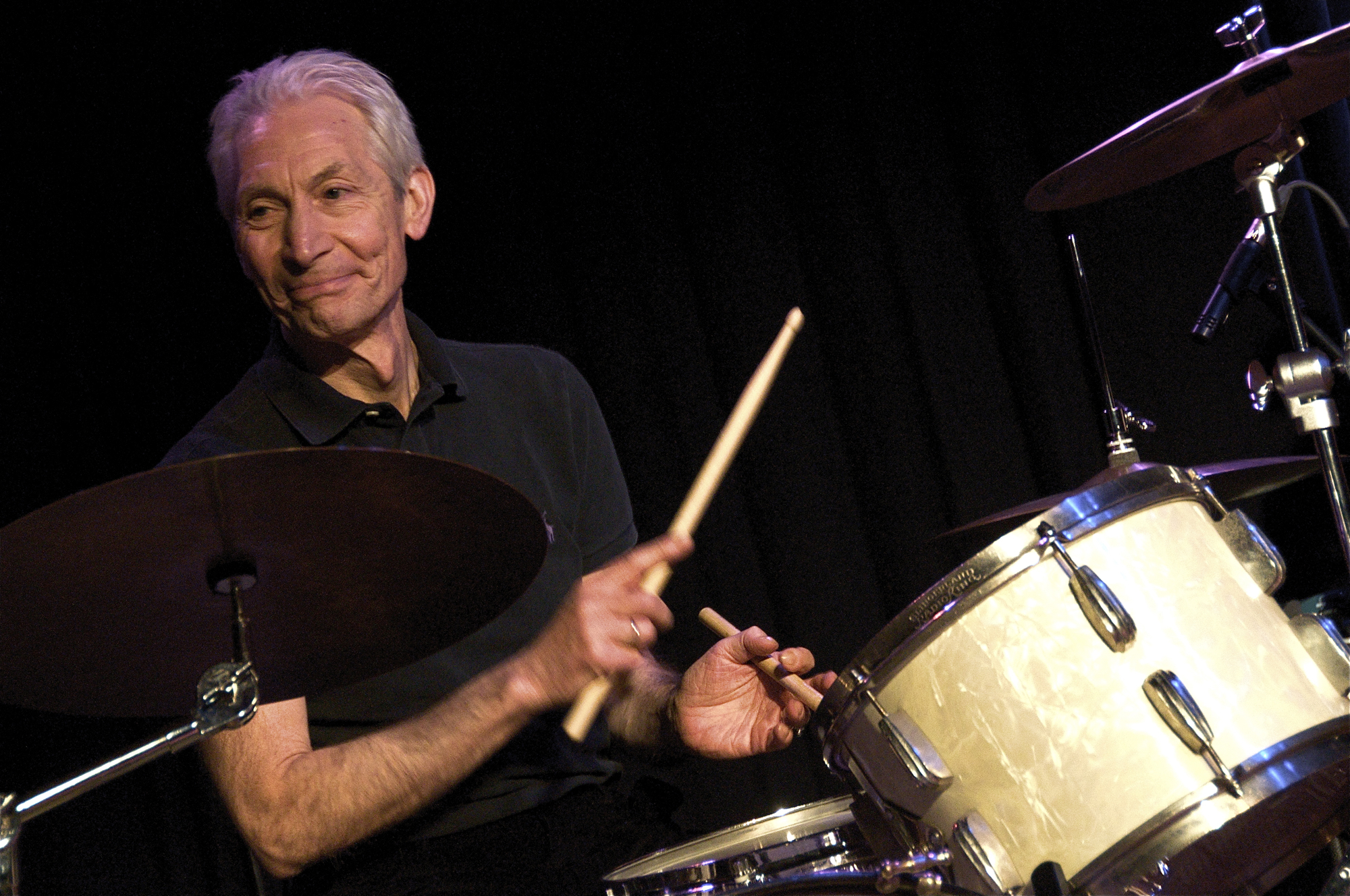
찰리 와츠

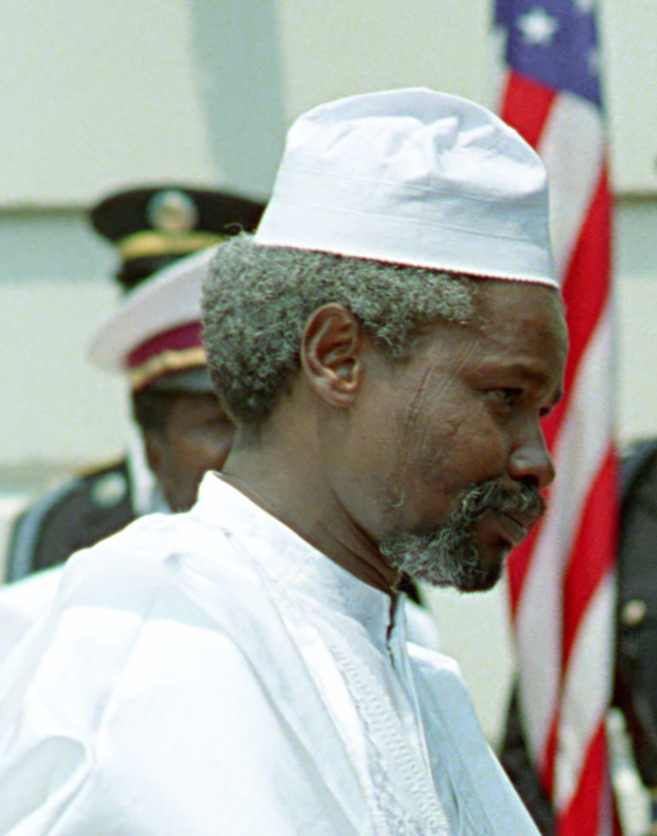
이센 아브레

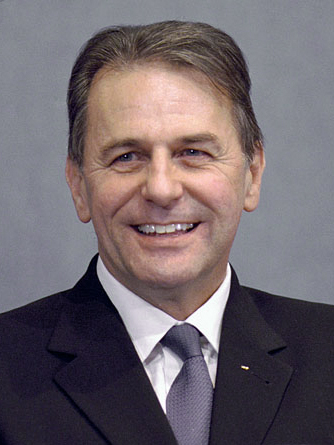
자크 로게

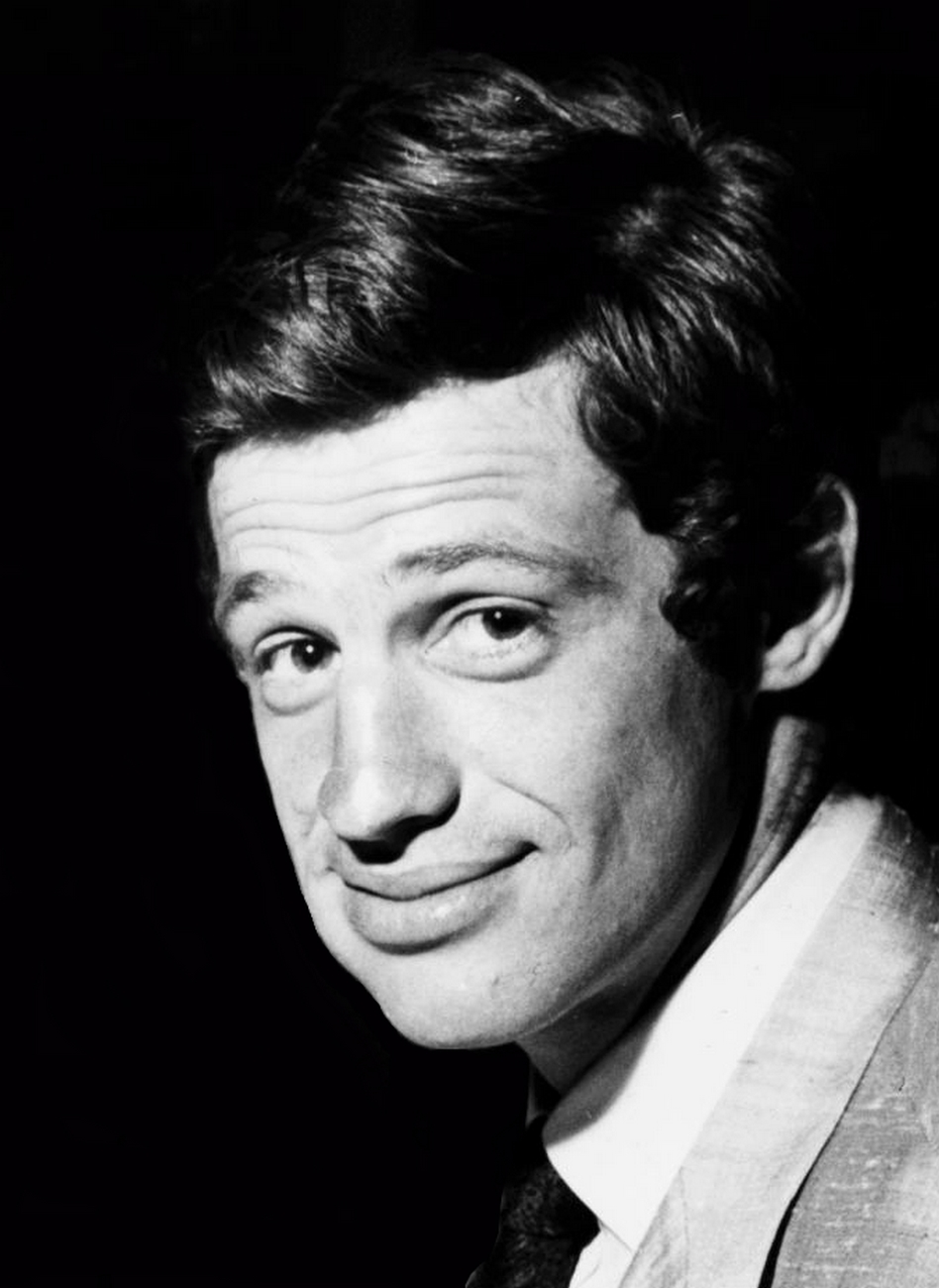
장폴 벨몽도

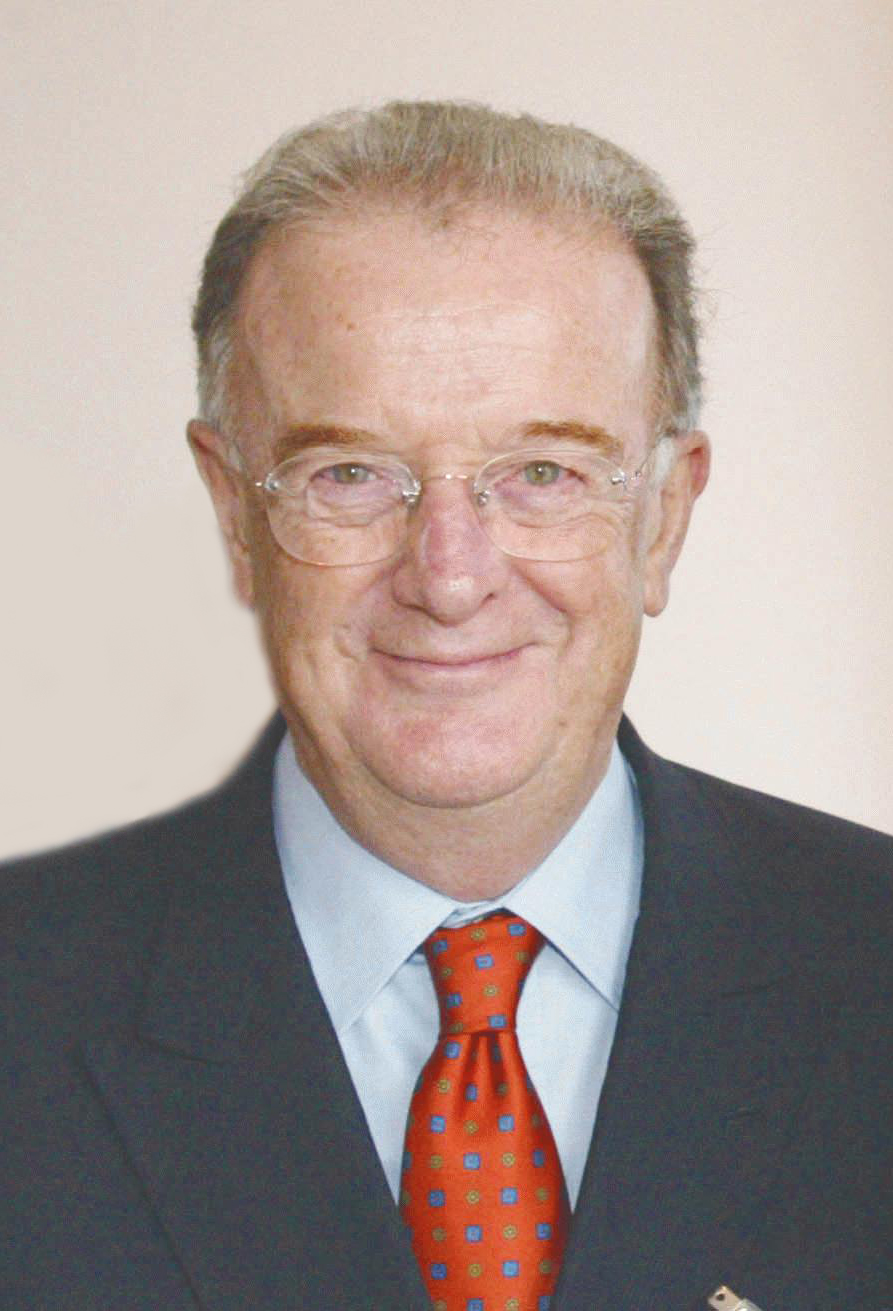
조르즈 삼파이우

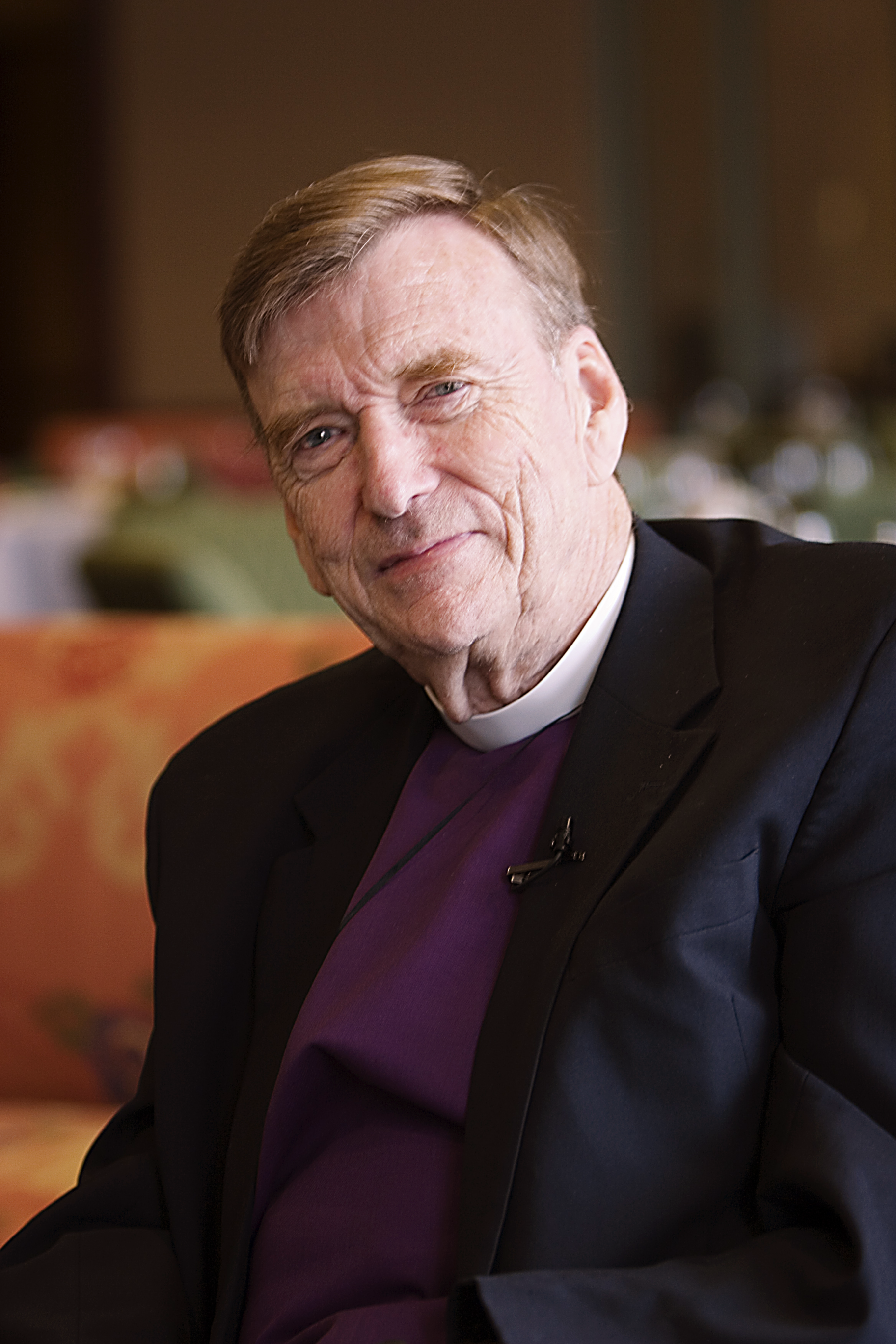
존 셸비 스퐁

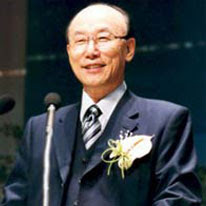
조용기

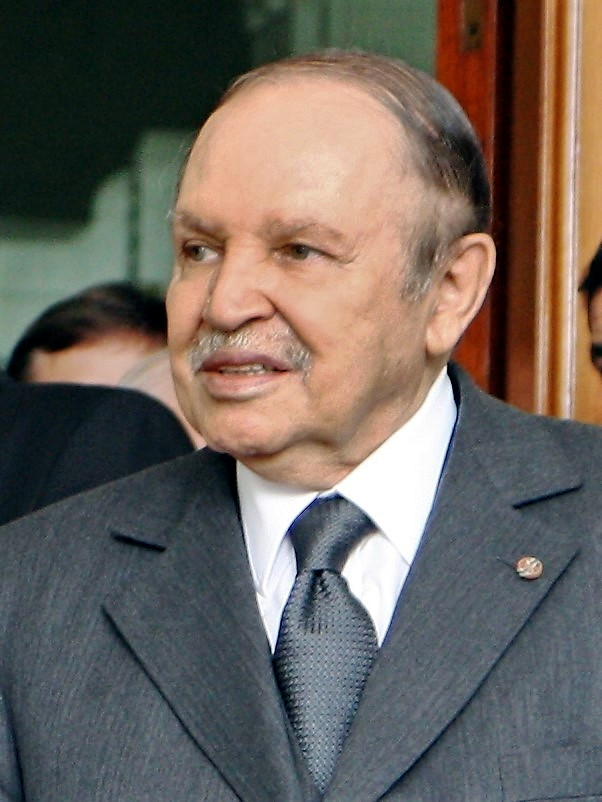
압델라지즈 부테플리카

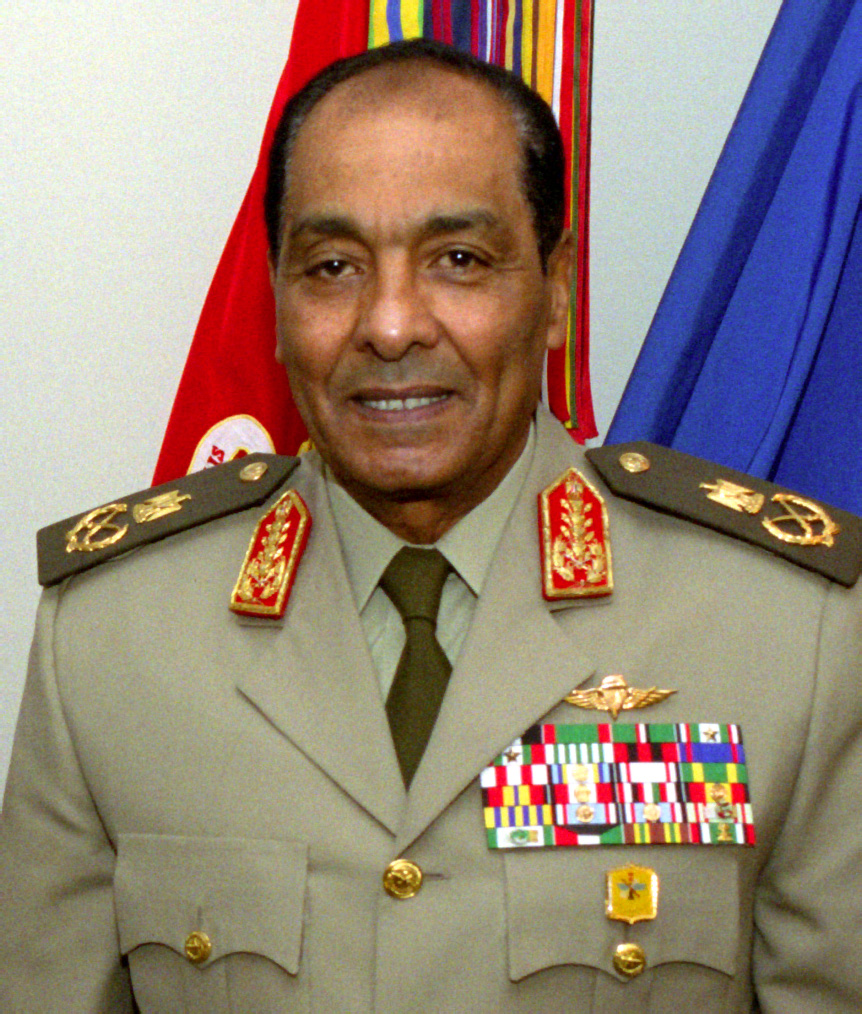
무함마드 후사인 탄타위

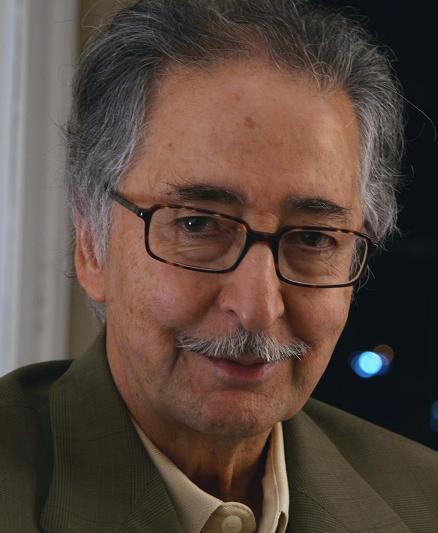
아볼하산 바니사드르

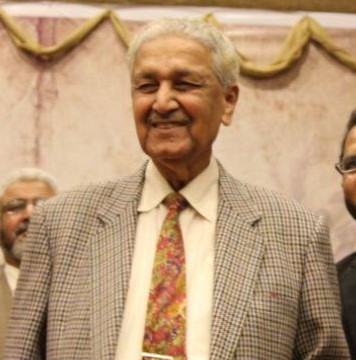
압둘 카디르 칸

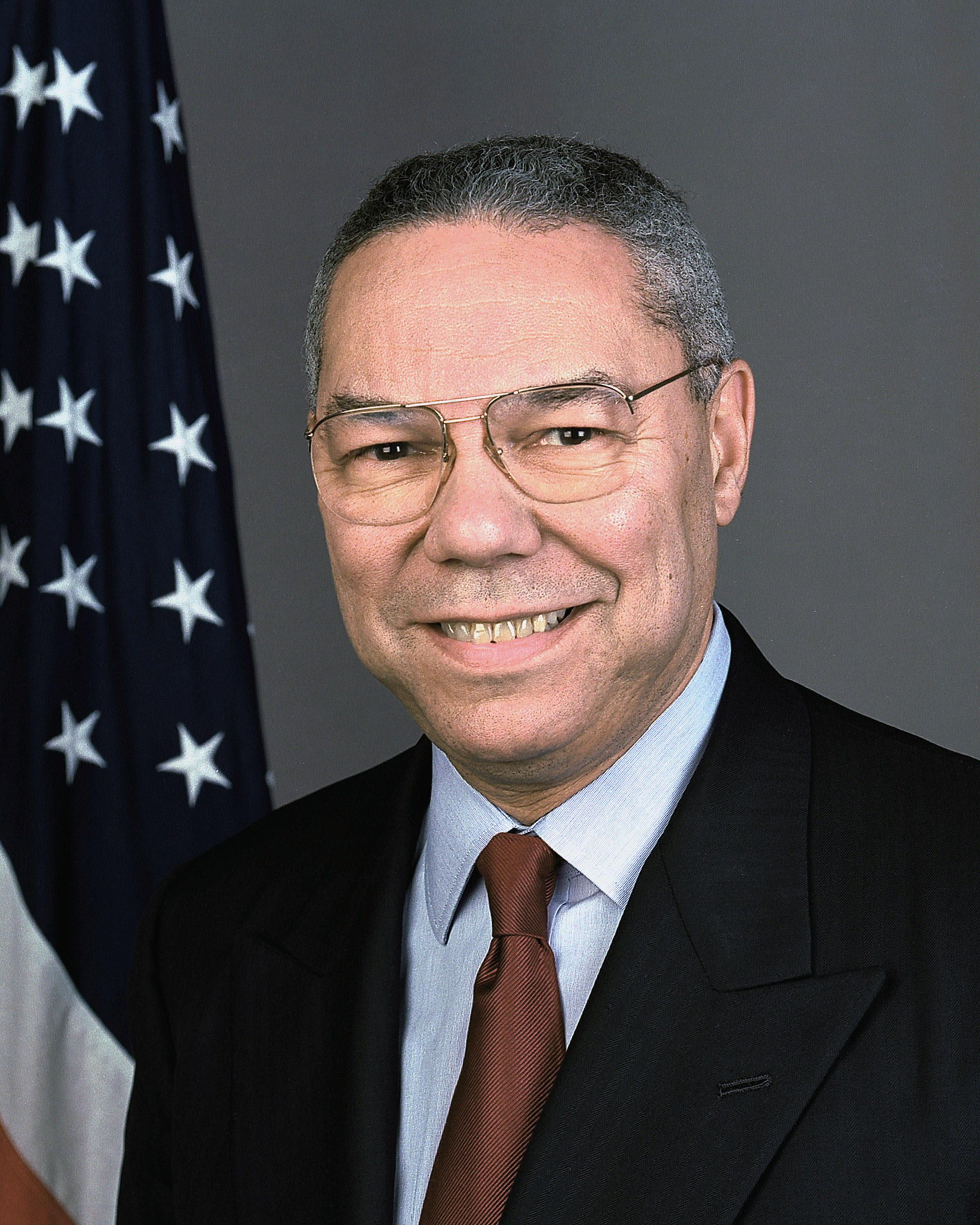
콜린 파월

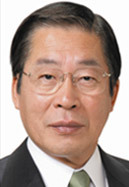
가노 미치히코

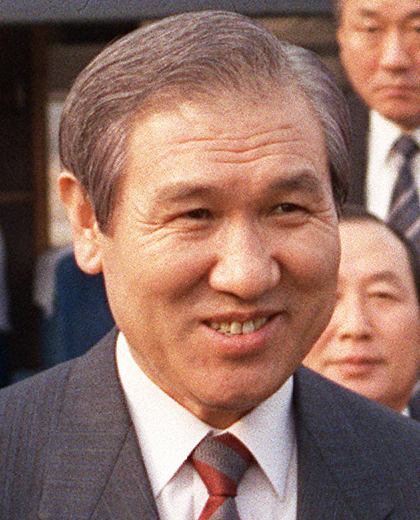
노태우

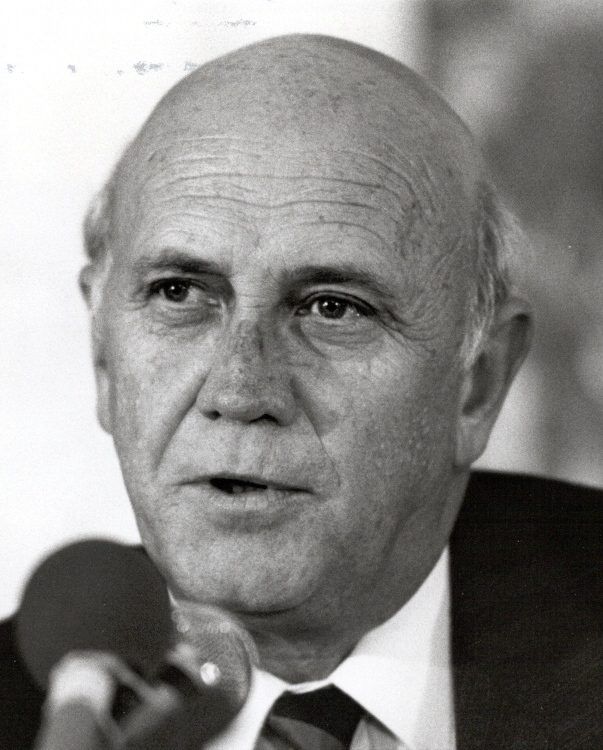
프레데리크 빌럼 데 클레르크

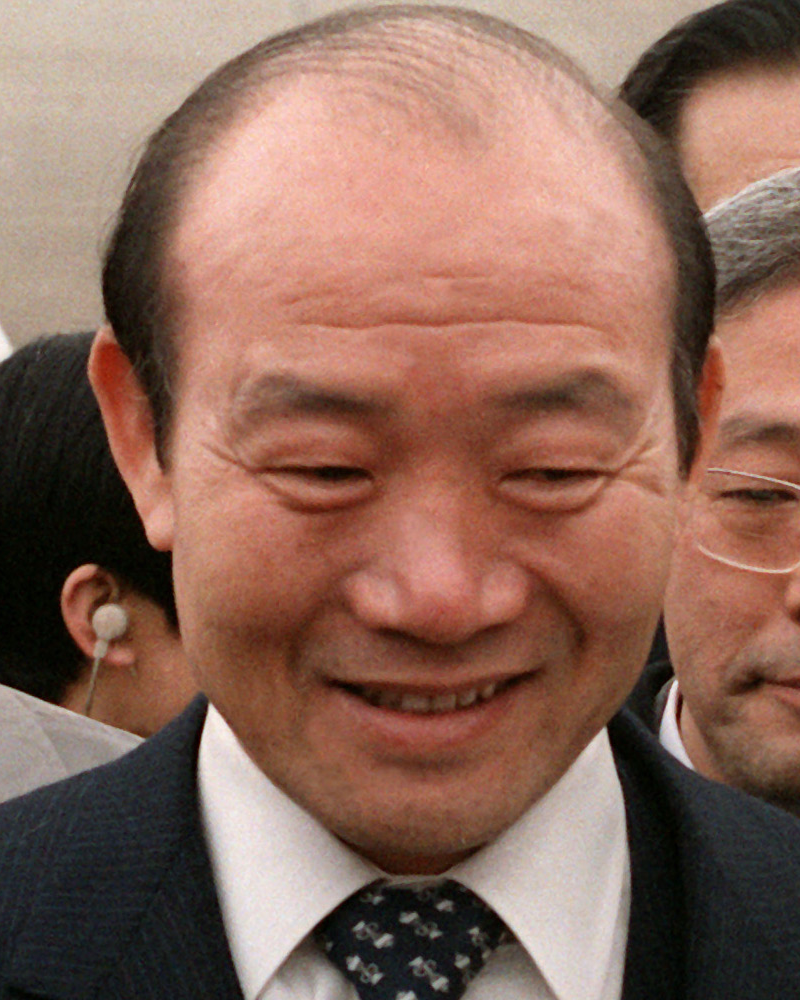
전두환

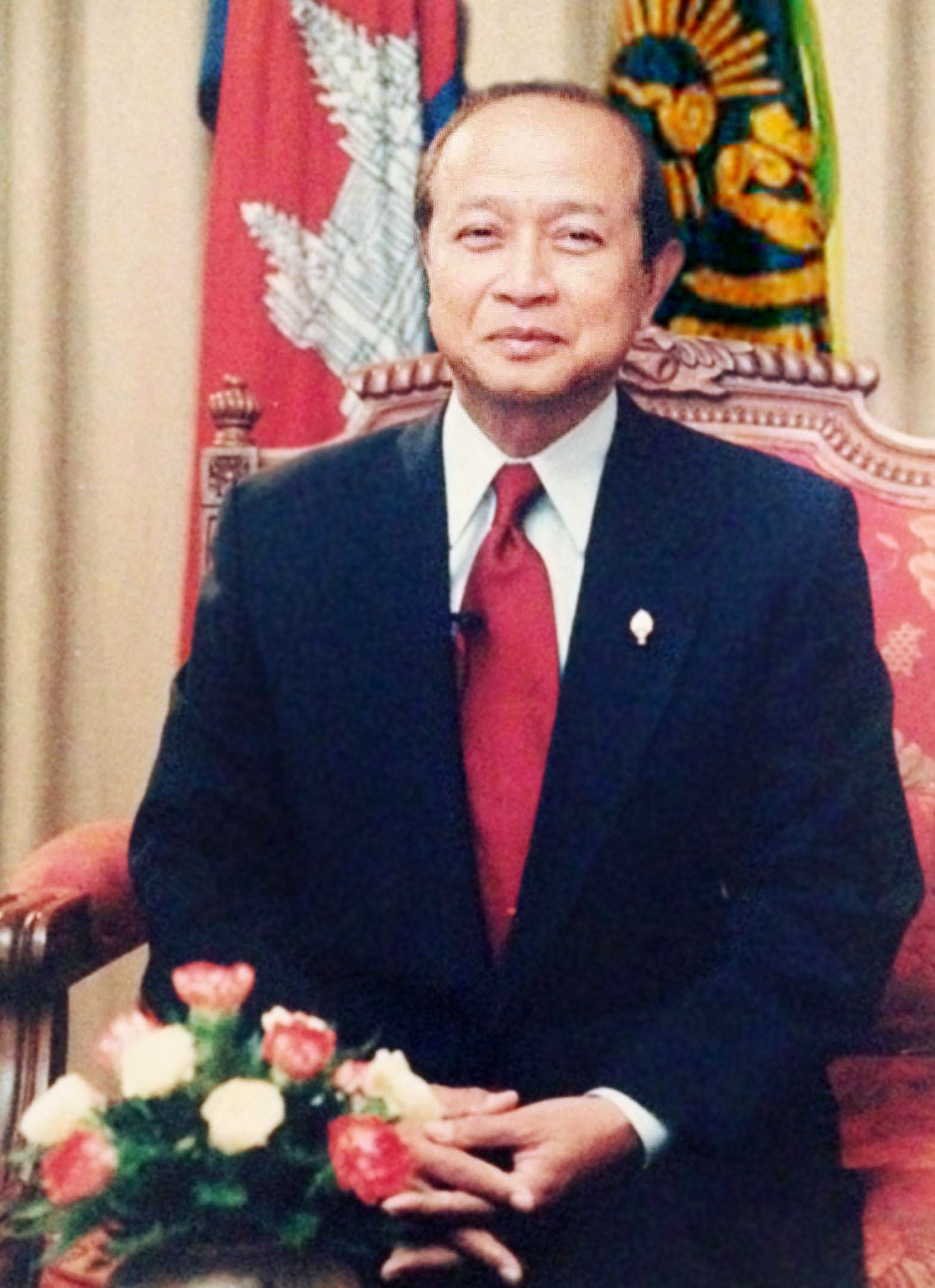
노로돔 라나리드

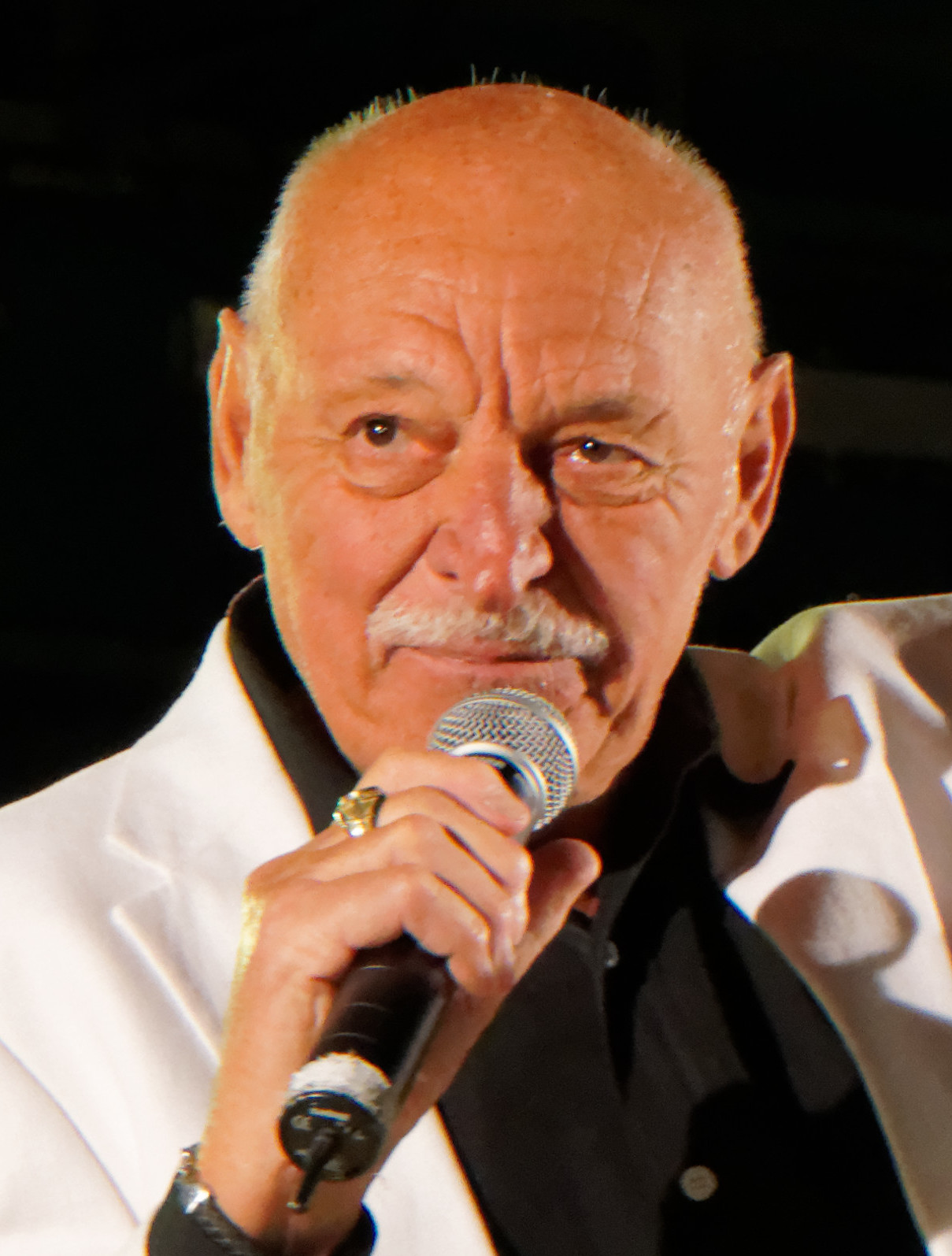
그랜드 조조

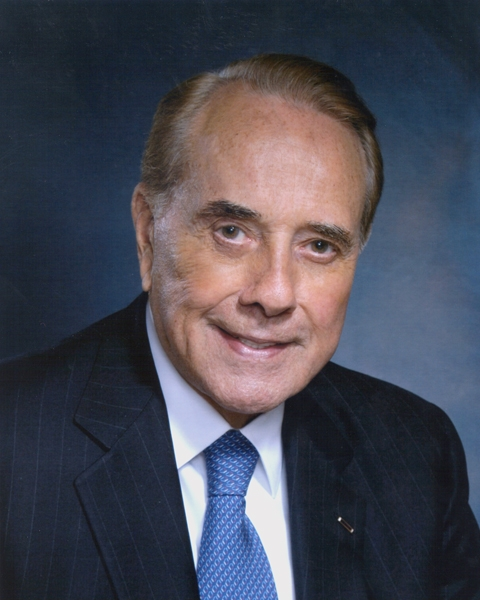
밥 돌

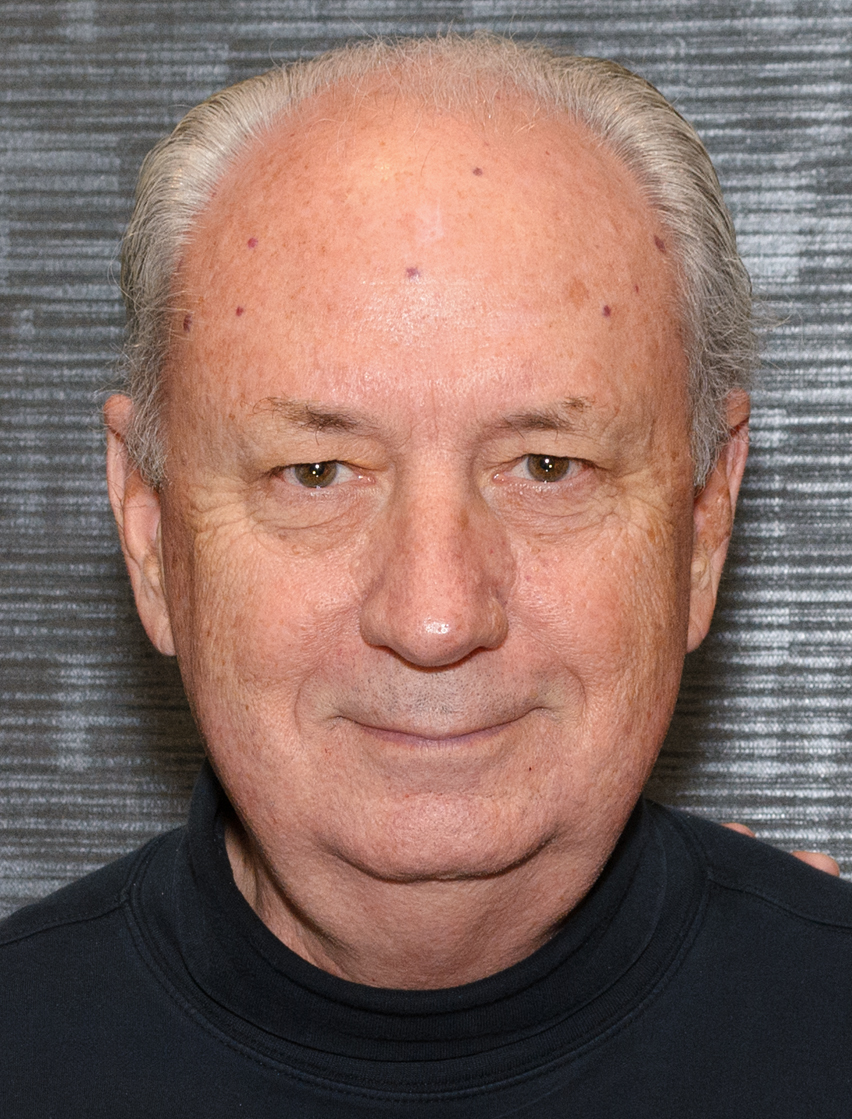
마이클 네스미스

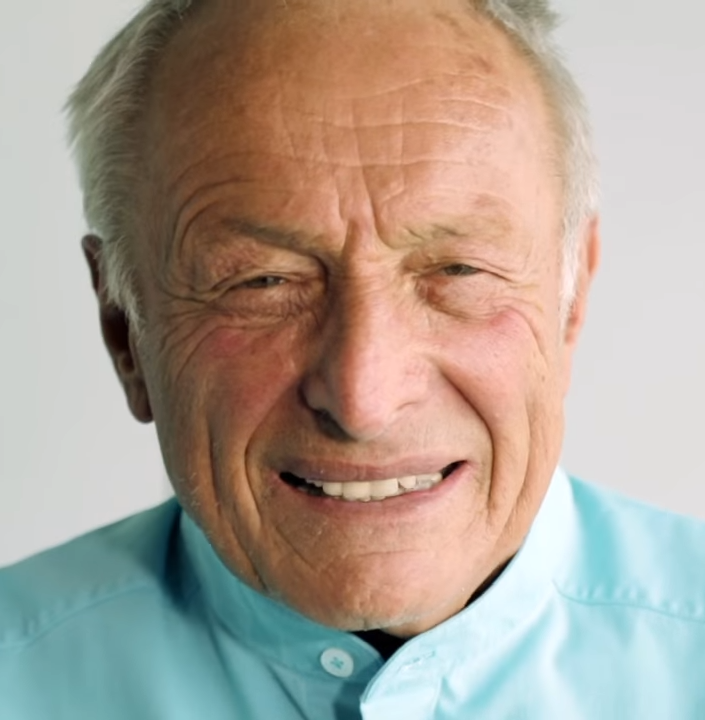
리처드 로저스

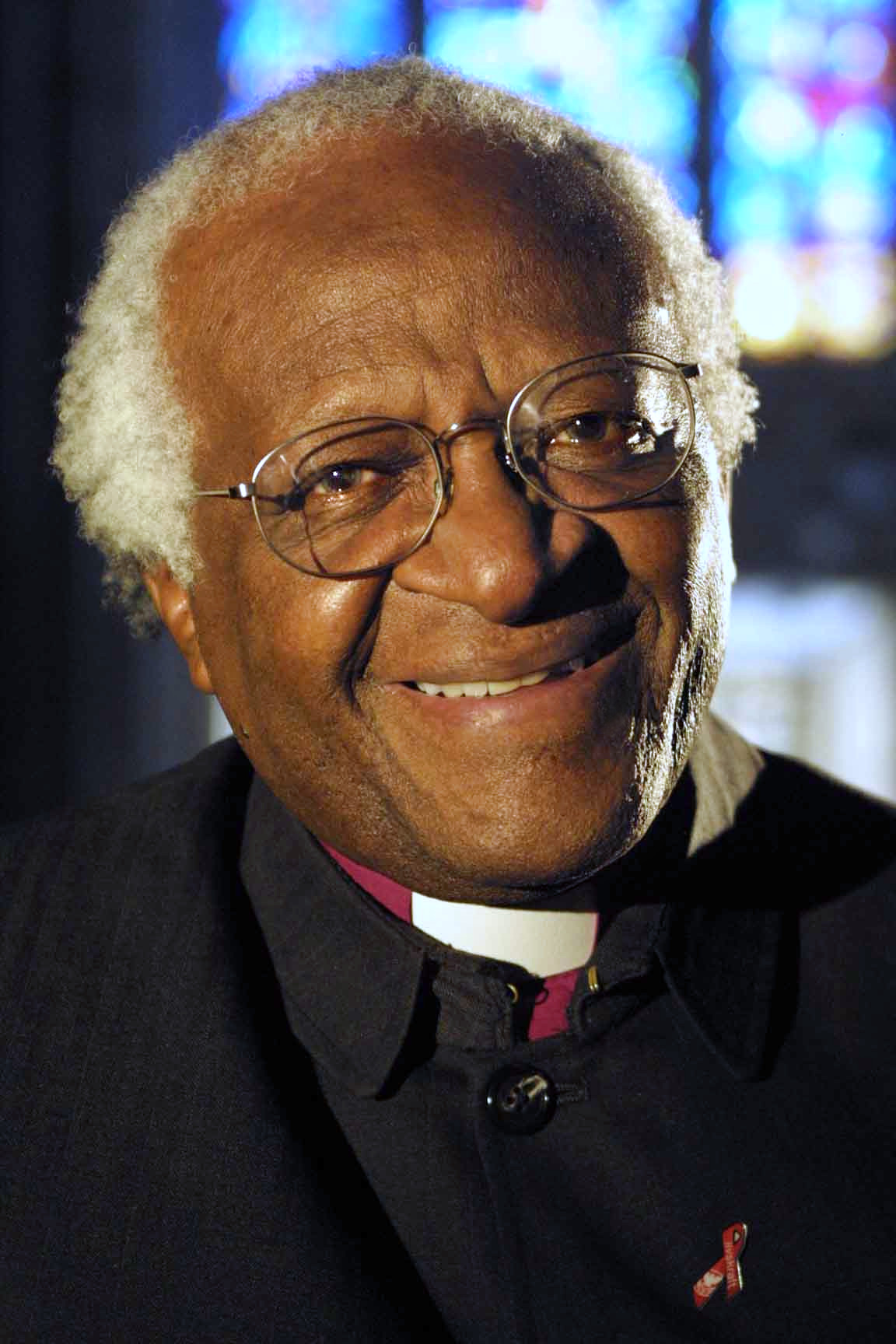
데즈먼드 투투

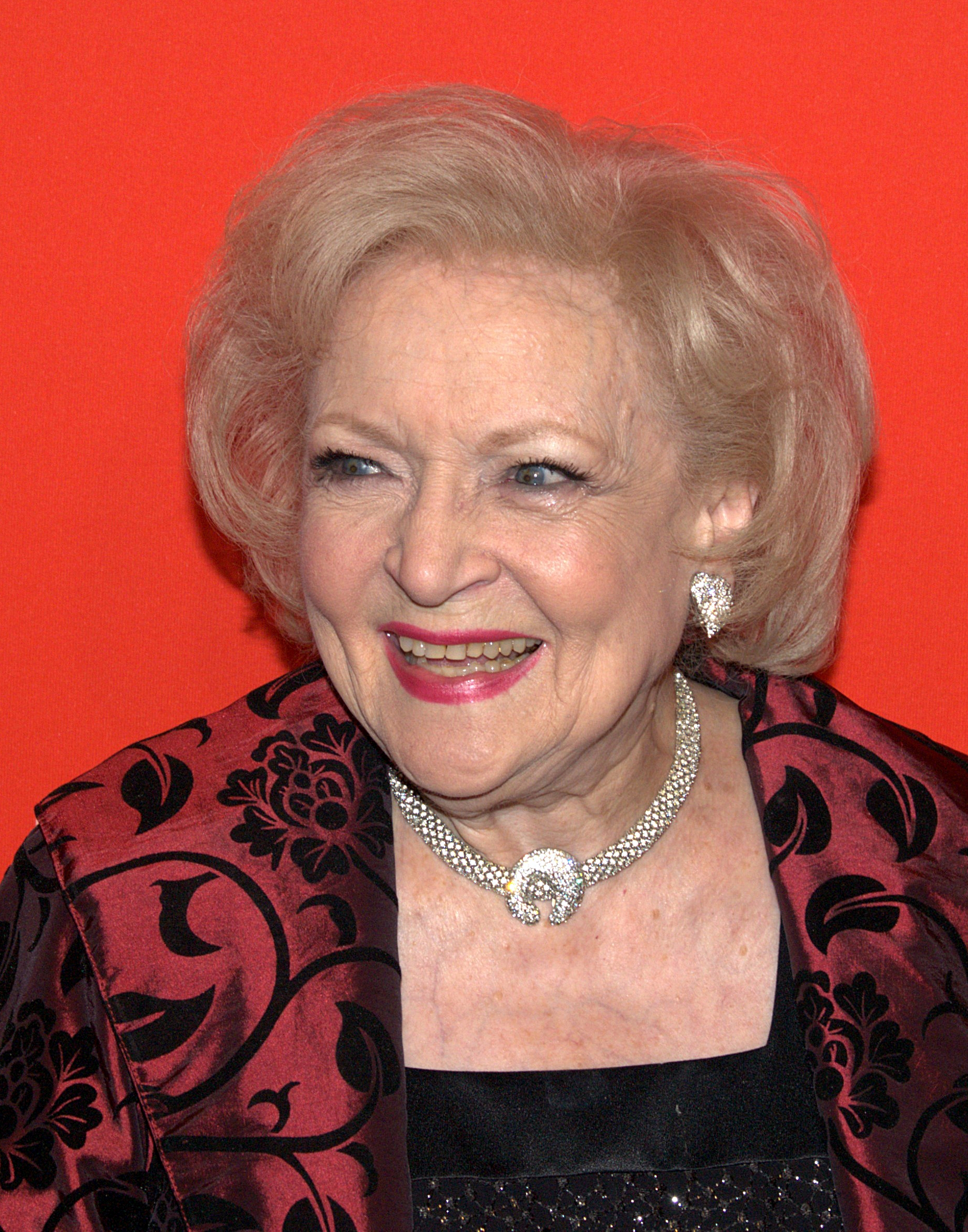
베티 화이트

### 1월
- 1월 1일 - 아일랜드의 가수 리엄 라일리
- 1월 2일
  - 러시아의 영화배우 블라디미르 코레네프
  - 독일의 신학자 요한네스 발만
  - 대한민국의 아나운서, 리얼미터 미래전략연구소 이사 김주영
- 1월 4일
  - 대한민국의 지방의회의원 김장환
  - 미국의 영화배우 타니아 로버츠
  - 홍콩의 영화배우 리샹친
  - 네덜란드의 물리학자 마르티뉘스 펠트만
  - 레바논의 작곡가 엘리아스 라바니
- 1월 5일
  - 대한민국의 화가 김창열
  - 대한민국의 지방의회의원 김봉희
  - 잉글랜드의 축구선수 콜린 벨
  - 영국의 영화배우 존 리처드슨
- 1월 6일
  - 대한민국의 래퍼 빅죠
  - 일본의 재즈연주자 나베시마 나오테루
  - 일본의 야구선수 다도코로 젠지로
- 1월 7일
  - 대한민국의 방송인 경동호
  - 미국의 영화배우 발 베틴
  - 미국의 영화배우 마리온 램지
  - 미국의 영화배우 타키 키무라
  - 미국의 야구감독 토미 라소다
  - 잉글랜드의 영화감독 마이클 앱티드
- 1월 8일 - 대한민국의 지방의회의원 김기태
- 1월 9일
  - 미국의 영화배우 존 라일리
  - 이탈리아의 의사 파브리치오 소코르시
- 1월 10일
  - 미국의 사회활동가 낸시 워커 부시 엘리스
  - 미국의 영화배우 줄리 스트레인
- 1월 11일
  - 대한민국의 화가 공성훈
  - 대한민국의 정치인 이환의
  - 미국의 기업인 셸던 애덜슨
- 1월 12일 - 일본의 평론가 한도 가즈토시
- 1월 14일
  - 미국의 영화배우 피터 마크 리치먼
  - 인도네시아의 설교자 셰이크 알리 자베르
- 1월 15일
  - 대한민국의 기초지방자치단체장 심의조
  - 일본의 소설가 오마키 후지오
  - 칠레의 축구선수 비센테 칸타토레
- 1월 16일
  - 대한민국의 시인 최정례
  - 미국의 음반 프로듀서 필 스펙터
- 1월 18일
  - 프랑스의 영화배우 장 피에르 바크리
  - 미국의 야구선수 돈 서턴
- 1월 20일
  - 대한민국의 기업인 김상하
  - 크로아티아의 영화배우 미라 푸를란
- 1월 22일 - 미국의 야구선수 행크 에런
- 1월 23일
  - 대한민국의 배우 송유정
  - 미국의 라디오 진행자 래리 킹
  - 미국의 영화배우 핼 홀브룩
- 1월 24일
  - 스웨덴의 영화배우 군넬 린드블롬
  - 카자흐스탄의 스키선수 니콜라이 체보티코
- 1월 25일 - 대한민국의 래퍼 아이언
- 1월 26일 - 콜롬비아의 정치인 카를로스 홀메스 트루히요
- 1월 27일
  - 미국의 영화배우 클로리스 리치먼
  - 이란의 축구선수 메흐르다드 미나반드
- 1월 28일
  - 대한민국의 정치인 강병기
  - 미국의 영화배우 시실리 타이슨
  - 네덜란드의 화학자 파울 크뤼천
- 1월 30일
  - 대한민국의 기업인 정상영
  - 스코틀랜드의 음악가 소피
- 1월 31일 - 베네수엘라의 정치인 더글라스 브라보

### 2월
- 2월 2일
  - 대한민국의 배우 김보경
  - 영국의 군인 톰 무어
- 2월 3일 - 미국의 테니스선수 토니 트래버트
- 2월 4일
  - 스웨덴의 영화배우 마가레타 와이버스
  - 조선민주주의인민공화국의 정치인 리재일
- 2월 5일
  - 대한민국의 언론인 금창태
  - 캐나다의 영화배우 크리스토퍼 플러머
  - 스위스의 봅슬레이선수 요제프 벤츠
- 2월 6일
  - 대한민국의 정치인 윤석순
  - 폴란드의 영화배우 크시슈토프 코발레프스키
  - 미국의 정치인 조지 프랫 슐츠
- 2월 7일 - 미국의 정치인 론 라이트
- 2월 8일 - 프랑스의 영화배우 장클로드 카리에르
- 2월 9일 - 미국의 가수 칙 코리아
- 2월 10일
  - 대한민국의 야구선수 하기룡
  - 스페인의 축구선수 엔리케 페레스 디아스
  - 미국의 방송인 래리 플린트
- 2월 11일
  - 대한민국의 교수 김성혜
  - 미국의 수학자 이저도어 싱어
- 2월 13일
  - 터키의 정치인 카디르 토프바시
  - 소련의 역도선수 유리 블라소프
- 2월 14일
  - 아르헨티나의 제40대 대통령 카를로스 메넴
  - 스리랑카의 정치인 W. J. M. 로쿠반다라
- 2월 15일
  - 대한민국의 통일운동가 백기완
  - 대한민국의 시인 김형영
  - 대한민국의 공무원 최광수
  - 아르헨티나의 축구선수 레오폴도 루케
- 2월 16일
  - 대한민국의 통일운동가 정경모
  - 대한민국의 정치인 차수명
- 2월 17일
  - 미국의 방송인 러시 림보
  - 탄자니아의 정치인 세이프 샤리프 하마드
- 2월 18일 - 대한민국의 기업인 방용훈
- 2월 19일 - 대한민국의 가수 김윤호
- 2월 20일 - 이탈리아의 축구선수 마우로 벨루지
- 2월 23일
  - 대한민국의 법조인 김정길
  - 대한민국의 성우 이병욱
- 2월 24일
  - 대한민국의 인권운동가 김기홍
  - 잉글랜드의 영화배우 로널드 픽업
- 2월 25일 - 대한민국의 언론인 이광표
- 2월 26일 - 파푸아뉴기니의 정치인 마이클 소마레
- 2월 27일 - 홍콩의 영화배우 우멍다
- 2월 28일 - 잉글랜드의 축구선수 글렌 로더

### 3월
- 3월 2일
  - 대한민국의 소설가 김태영
  - 자메이카의 음악가 버니 웨일러
- 3월 3일
  - 대한민국의 군인 변희수
  - 대한민국의 가수 이용규
- 3월 4일 - 대한민국의 아나운서 김태욱
- 3월 5일 - 남아프리카 공화국의 영화배우 데이비드 베일리
- 3월 8일 - 대한민국의 배우 이지은
- 3월 9일
  - 영국의 물리학자 존 폴킹혼
  - 미국의 음악가 제임스 리바인
  - 남아프리카 공화국의 영화배우 클리프 사이먼
- 3월 10일 - 소말리아의 제4대 대통령 알리 마디 마하메드
- 3월 12일 - 아프리카의 군주 굿윌 즈웰리티니
- 3월 13일
  - 대한민국의 정치인 강보성
  - 대한민국의 만화가 김삼
  - 일본의 체조선수 오노 기요코
- 3월 14일 - 미국의 영화배우 헨리 대로우
- 3월 15일
  - 대한민국의 정치인 이경재
  - 미국의 영화배우 야핏 코토
- 3월 16일 - 대한민국의 공무원 정광수
- 3월 17일
  - 대한민국의 정치인 박세환
  - 탄자니아의 제5대 대통령 존 마구풀리
- 3월 19일 - 대한민국의 가수 김도마
- 3월 20일 - 대한민국의 기업인 남문기
- 3월 21일
  - 대한민국의 군인 김영관
  - 폴란드의 시인 아담 자가예프스키
- 3월 22일 - 미국의 농구선수 엘진 베일러
- 3월 23일
  - 대한민국의 기초지방자치단체장 조태진
  - 미국의 영화배우 조지 시걸
  - 미국의 철학자 에드먼드 게티어
- 3월 24일
  - 미국의 영화배우 제시카 월터
  - 조선민주주의인민공화국의 지휘자 김병화
- 3월 25일
  - 프랑스의 영화감독 베르트랑 타베르니에
  - 미국의 소설가 비버리 클리어리
- 3월 26일
  - 대한민국의 정치인 지갑종
  - 대한민국의 정치인 강명순
- 3월 27일 - 대한민국의 기업인 신춘호
- 3월 28일
  - 마다가스카르의 제6대 대통령 디디에 라치라카
  - 홍콩의 영화배우 요계지
- 3월 29일
  - 대한민국의 축구선수 박경호
  - 알바니아의 정치인 바시킴 피노

### 4월
- 4월 1일
  - 스위스의 가수 파트리크 쥐베
  - 일본의 공학자 아카사키 이사무
  - 이스라엘의 고고학자 로버트 E. 쿨리
- 4월 2일 - 대한민국의 교육자 채현국
- 4월 3일
  - 캐나다의 경제학자 로버트 먼델
  - 일본의 영화배우 타무라 마사카즈
- 4월 4일
  - 대한민국의 바둑기사 김인
  - 일본의 각본가 하시다 스가코
- 4월 6일
  - 대한민국의 디자이너 권명광
  - 스위스의 로마 가톨릭 성직자 한스 큉
- 4월 9일
  - 영국의 왕족 에든버러 공작 필립
  - 미국의 래퍼 DMX
- 4월 10일 - 대한민국의 정치인 서정화
- 4월 11일
  - 일본의 마술사 안성우
  - 일본의 영화배우 류 다이스케
- 4월 12일
  - 미국의 정치인 신호범
  - 중화인민공화국의 정치인 양슝
  - 영국의 정치인 셜리 윌리엄스
- 4월 13일 - 스위스의 첼로연주자 로코 필리피니
- 4월 14일
  - 미국의 금융기관단체인 버나드 메이도프
  - 터키의 정치인 이을드름 아크불루트
- 4월 16일
  - 헝가리의 영화배우 퇴뢰치크 머리
  - 잉글랜드의 영화배우 헬렌 매크로리
  - 오스트레일리아의 언어학자 대니얼 케인
- 4월 17일
  - 대한민국의 래퍼 이현배
  - 대한민국의 배우 김을분
- 4월 18일 - 터키의 군인 네즈데트 위루으
- 4월 19일
  - 대한민국의 공군참모총장 김상태
  - 인도의 언어학자 간잠 벵카타수바이아
  - 미국의 제42대 부통령 월터 먼데일
- 4월 20일 - 차드의 제8~13대 대통령 이드리스 데비
- 4월 21일
  - 독일의 영화배우 토머스 프리취
  - 대한민국의 성우 이두화. (1941년 ~ )
- 4월 23일
  - 대한민국의 정치인 김용태
  - 중화인민공화국의 정치인 뤄칭취안
  - 이탈리아의 가수 밀바
- 4월 24일
  - 독일의 가수 크리스타 루트비히
  - 이스라엘의 패션디자이너 알베르 엘바즈
- 4월 25일
  - 대한민국의 언론인 이영희
  - 일본의 요리사 간다가와 도시로
- 4월 26일
  - 소련의 육상선수 타마라 프레스
  - 일본의 피아니스트 이즈미 히로타카
- 4월 27일
  - 대한민국의 추기경 정진석
  - 대한민국의 연극배우 천정하
- 4월 28일 - 미국의 우주비행사 마이클 콜린스
- 4월 29일 - 미국의 기업인 앤 바이든스
- 4월 30일
  - 대한민국의 정치인 나원찬
  - 미국의 억만장자 엘리 브로드
  - 태국의 영화배우 컴 추안츤
  - 일본의 언론인 다치바나 다카시

### 5월
- 5월 1일 - 미국의 영화배우 올림피아 두카키스
- 5월 2일 - 미국의 영화배우 보비 언저
- 5월 3일 - 미국의 가수 로이드 프라이스
- 5월 6일
  - 칠레의 생물학자 움베르토 마투라나
  - 일본의 만화가 미우라 켄타로
- 5월 7일 - 미국의 영화배우 토니 키탠
- 5월 8일
  - 대한민국의 정치인 이한동
  - 독일계 미국인 건축가 헬무트 얀
  - 미국의 재즈 트롬본 연주자 커티스 풀러
- 5월 9일 - 대한민국의 성우 박상일
- 5월 10일 - 대한민국의 무용가 이애주
- 5월 11일
  - 대한민국의 영화제작자 이춘연
  - 미국의 영화배우 노먼 로이드
- 5월 13일
  - 대한민국의 가수 제이 윤
  - 인도의 기업인 인두 자인
- 5월 15일 - 브라질의 영화배우 에바 비우마
- 5월 16일 - 방글라데시의 정치인 무두드 아흐메드
- 5월 18일
  - 대한민국의 성우 김호성
  - 이탈리아의 가수 프랑코 바티아토
  - 미국의 영화배우 찰스 그로딘
- 5월 19일 - 미국의 육상선수 리 에번스
- 5월 20일 - 나이지리아의 범죄인 아부바카르 셰카우
- 5월 21일
  - 인도의 환경운동가 순데랄 바후구나
  - 대한민국의 전직 군인 이예람.
- 5월 23일 - 대한민국의 화가 이한우
- 5월 24일 - 미국의 영화배우 새뮤얼 E. 라이트
- 5월 25일 - 대한민국의 법조인 이종남
- 5월 26일
  - 대한민국의 정치인 강철선
  - 이탈리아의 축구선수 타르치시오 부르니치
- 5월 27일 - 덴마크의 정치인 포울 슐뤼테르
- 5월 28일 - 미국의 농구선수 마크 이턴
- 5월 29일
  - 미국의 영화배우 개빈 매클라우드
  - 미국의 가수 B. J. 토머스
  - 미국의 영화배우 조 라라
- 5월 31일 - 미국의 야구선수 마이크 마셜

### 6월
- 6월 1일
  - 이탈리아의 왕족 아메데오 디 사오이아아오스타 공작
  - 캐나다의 저술가 자크 라쿠르시에르
- 6월 2일
  - 대한민국의 정치인 김원길
  - 일본의 정치인 야마자키 쓰토무
  - 일본의 야구선수 나카무라 미노루
- 6월 3일
  - 대한민국의 정치인 김길준
  - 모리셔스의 정치인 아너루드 주그노트
  - 미국의 영화배우 어니 라이블리
  - 일본의 정치인 야쓰 요시오
- 6월 4일
  - 미국의 영화배우 클라렌스 윌리엄스 3세
  - 스위스의 화학자 리하르트 R. 에른스트
- 6월 5일
  - 나이지리아의 목사 T. B. 조슈아
  - 베트남의 모델 응우옌투투이
- 6월 6일 - 일본의 화학자 네기시 에이이치
- 6월 7일
  - 이탈리아의 정치인 굴리엘모 에피파니
  - 대한민국의 시인 문인수
  - 대한민국의 축구선수 유상철
  - 미국의 영화배우 래리 겔맨
- 6월 9일
  - 체코의 영화배우 리부셰 샤프란코바
  - 독일의 건축가 고트프리트 뵘
  - 몰타의 심리학자 에두아르 드 보노
- 6월 12일
  - 대한민국의 역사학자 강덕상
  - 대한민국의 요리사 임지호
  - 벨라루스의 스피드스케이팅선수 이고리 젤레좁스키
  - 미국의 야구선수 백상호
- 6월 13일 - 미국의 영화배우 네드 비티
- 6월 14일 - 니카라과의 제57대 대통령 엔리케 볼라뇨스
- 6월 17일 - 잠비아의 제1대 대통령 케네스 카운다
- 6월 18일
  - 이탈리아의 축구선수 잠피에로 보니페르티
  - 인도의 육상선수 밀카 싱
  - 일본의 가수 테라우치 타케시
- 6월 20일 - 스페인의 축구선수 루이스 델 솔
- 6월 22일 - 일본의 영화배우 리 레이센
- 6월 23일
  - 대한민국의 무술가 김윤상
  - 미국의 기업인 존 매커피
- 6월 24일
  - 필리핀의 제15대 대통령 베니그노 아키노 3세
  - 베트남의 군인 쩐티엔키엠
- 6월 25일 - 대한민국의 공무원 신현택
- 6월 29일
  - 대한민국의 정치인 김재윤
  - 미국의 영화배우 스튜어트 데이먼
  - 미국의 정치인 도널드 럼즈펠드
- 6월 30일 - 일본의 야구선수 오시마 야스노리

### 7월
- 7월 1일 - 네덜란드의 작곡가 루이 안드리선
- 7월 4일 - 미국의 대학교수 리처드 르원틴
- 7월 5일
  - 이탈리아의 가수 라파엘라 카라
  - 미국의 영화감독 리처드 도너
  - 소련의 영화배우 블라디미르 멘쇼프
- 7월 6일
  - 아르메니아의 작곡가 지반 가스파리안
  - 미국의 영화배우 수잔느 더글러스
- 7월 7일
  - 대한민국의 국회의원 조기상
  - 대한민국의 축구선수 김희호
  - 미국의 영화배우 로버트 다우니 시니어
  - 아이티의 제42대 대통령 조브넬 모이즈
  - 인도의 영화배우 딜립 쿠마르
- 7월 9일 - 대한민국의 크로스컨트리선수 서보라미
- 7월 11일
  - 대한민국의 대법관 이홍훈
  - 미국의 영화배우 찰스 로빈슨
  - 프랑스의 영화배우 르네 시모노
- 7월 13일 - 대한민국의 축구선수 차기석
- 7월 14일 - 파키스탄의 제12대 대통령 맘눈 후세인
- 7월 15일 - 네덜란드의 기자 페터르 R. 더프리스
- 7월 16일
  - 대한민국의 정치인 염보현
  - 미국의 싱어송라이터 비즈 마키
- 7월 17일 - 스페인의 영화배우 필라르 바르뎀
- 7월 19일
  - 대한민국의 산악인 김홍빈
  - 엘살바도르의 제57대 대통령 아르투로 아르만도 몰리나
- 7월 20일 - 미국의 번역가 토머스 클리어리
- 7월 21일
  - 대한민국의 정치인 허만기
  - 파키스탄의 여성 누르 무카담
- 7월 22일
  - 대한민국의 문화기관단체인 권영빈
  - 대한민국의 군인 이병태
- 7월 23일
  - 대한민국의 무용가 육완순
  - 미국의 물리학자 스티븐 와인버그
  - 일본의 물리학자 마스카와 도시히데
- 7월 24일 - 대한민국의 정치인 김옥현
- 7월 26일
  - 대한민국의 공무원 김기춘
  - 미국의 음악가 조이 조디슨
- 7월 28일
  - 미국의 가수 더스티 힐
  - 일본의 정치인 에다 사쓰키
- 7월 31일
  - 대한민국의 변호사 강신옥
  - 대한민국의 축구선수 여효진

### 8월
- 8월 1일 - 미국의 영화배우 알빈 잉
- 8월 2일 - 대한민국의 음악가 박재훈
- 8월 5일 - 우크라이나의 정치인 예우헨 마르추크
- 8월 6일 - 대한민국의 군인 윤용남
- 8월 7일
  - 미국의 영화배우 제인 위더스
  - 미국의 영화배우 마키 포스트
- 8월 8일 - 미국의 언어학자 라일라 글라이트만
- 8월 10일 - 대한민국의 정치인 이철환
- 8월 12일
  - 잉글랜드의 영화배우 우나 스텁스
  - 영국의 대학교수 앤드류 월즈
- 8월 14일
  - 대한민국의 정치인 조성태
  - 일본의 기업인 메리 키타가와
  - 러시아의 바이올리니스트 이고리 오이스트라흐
- 8월 15일 - 독일의 축구선수 게르트 뮐러
- 8월 16일
  - 대한민국의 배우 김민경
  - 소련의 육상선수 볼로디미르 홀루브니치
- 8월 17일 - 대한민국의 정치학자 이정식
- 8월 18일 - 일본의 화가 도미야마 다에코
- 8월 19일
  - 대한민국의 국회의원 배성동
  - 일본의 영화배우 치바 신이치
- 8월 21일
  - 미국의 라디오 진행자 필 밸런타인
  - 리히텐슈타인의 대공부인 마리 폰 운트 추 리히텐슈타인 후작부인
- 8월 22일 - 대한민국의 정치인 정장현
- 8월 24일
  - 대한민국의 국어학자 이수열
  - 잉글랜드의 드럼연주자 찰리 와츠
  - 차드의 제7대 대통령 이센 아브레
- 8월 27일
  - 대한민국의 스포츠행정가 김주훈
  - 일본의 라쿠고카 산유테 다카스케
  - 미국의 생화학자 에드먼드 헨리 피셔
- 8월 28일
  - 대한민국의 법조인 윤재식
  - 아프가니스탄의 시인 아사둘라 왈왈지
- 8월 29일
  - 미국의 영화배우 에드워드 애스너
  - 벨기에의 의사, 제8대 국제올림픽위원회 위원장 자크 로게
- 8월 30일
  - 대한민국의 사회기관단체인 김옥라
  - 칠레의 유튜버 tomiii 11
- 8월 31일
  - 일본의 음악프로듀서 에자키 마사루
  - 미국의 영화배우 마이클 콘스탄틴

### 9월
- 9월 1일
  - 미국의 프로레슬링선수 데프니
  - 필리핀의 권투 선수 레오폴도 세란테스.
- 9월 2일
  - 대한민국의 가수 이수미
  - 그리스의 음악가 미키스 테오도라키스
  - 소련의 레슬링선수 아이딘 이브라히모프
- 9월 3일 - 이란의 의사 하산 피루자바디
- 9월 4일 - 대한민국의 영화배우 윤양하
- 9월 5일
  - 대한민국의 뮤직비디오 감독 권순욱
  - 잉글랜드의 싱어송라이터 세라 하딩
  - 카자흐스탄의 작곡가 한 야코브
- 9월 6일
  - 미국의 영화배우 마이클 K. 윌리엄스
  - 프랑스의 영화배우 장폴 벨몽도
- 9월 7일 - 태국의 가수 탄와 라씨타누
- 9월 10일 - 포르투갈의 제18대 대통령 조르즈 삼파이우
- 9월 12일 - 미국의 주교 존 셸비 스퐁
- 9월 13일
  - 대한민국의 대학교수 박대순
  - 잉글랜드의 물리학자 앤서니 휴이시
- 9월 14일
  - 대한민국의 종교인 조용기
  - 캐나다의 영화배우 놈 맥도널드
  - 소련의 육상선수 유리 세디흐
- 9월 15일 - 아일랜드의 영화배우 가번 오헐리히
- 9월 16일
  - 대한민국의 정치인 정해걸
  - 미국의 영화배우 제인 파웰
- 9월 17일 - 알제리의 제7대 대통령 압델라지즈 부테플리카
- 9월 19일 - 잉글랜드의 축구선수 지미 그리브스
- 9월 21일
  - 대한민국의 건축가 지순
  - 이집트의 정치인 무함마드 후사인 탄타위
  - 이스라엘의 정치인 아하론 아부하치라
  - 미국의 영화배우 윌리 가슨
- 9월 22일
  - 남아프리카공화국의 영화감독 로저 미첼
  - 알제리의 정치인 압델카데르 벤살라
  - 에스토니아의 해머던지기 선수 위리 탐
- 9월 24일 - 일본의 만화가 사이토 타카오
- 9월 27일 - 영국의 축구 선수 로저 헌트
- 9월 28일 - 미국의 영화 배우 토미 커크
- 9월 29일 - 아르메니아의 가수 하이코
- 9월 30일
  - 러시아의 영화배우 레이빌 이시아노브
  - 일본의 게임음악 작곡가 스기야마 코이치

### 10월
- 10월 2일 - 미국의 경제학자 앤서니 다운스
- 10월 3일
  - 미국의 영화배우 신시아 해리스
  - 스페인의 축구선수 루이스 베요
- 10월 4일
  - 대한민국의 배우 남문철
  - 대한민국의 가수 심연옥
  - 미국의 야구선수 에디 로빈슨
- 10월 9일 - 이란의 정치인 아볼하산 바니사드르
- 10월 10일
  - 미국의 애니메이터 루시 톰슨
  - 파키스탄의 핵과학자 압둘 카디르 칸
- 10월 12일 - 미국의 영화제작자 브라이언 골드너
- 10월 14일
  - 대한민국의 정치인 이완구
  - 일본의 정치인 모리야마 마유미
- 10월 15일
  - 대한민국의 금융인 이경식
  - 태국의 가수 폰삭 송생
- 10월 16일 - 미국의 영화배우 베티 린
- 10월 17일 - 대한민국의 영화배우 최지희
- 10월 18일
  - 미국의 군인, 정치인 콜린 파월
  - 미국의 성우 크리스토퍼 에어스
  - 미국의 영화배우 발 비소글리오
  - 슬로바키아의 가수 에디타 그루베로바
- 10월 20일 - 미국의 심리학자 미하이 칙센트미하이
- 10월 21일
  - 대한민국의 군인 전경환
  - 미국의 영화감독 할리나 허친스
  - 일본의 정치인 가노 미치히코
  - 네덜란드의 지휘자 베르나르트 하이팅크
- 10월 22일 - 대한민국의 독립운동가 이준호
- 10월 24일
  - 대한민국의 영화제작자 이태원
  - 미국의 영화배우 제임스 마이클 타일러
- 10월 25일 - 그리스의 정치인 포피 예니마타
- 10월 26일
  - 대한민국의 제13대 대통령 노태우
  - 스코틀랜드의 축구선수 월터 스미스
- 10월 27일 - 대한민국의 교육자 공정택
- 10월 29일 - 대한민국의 시민운동가 김문숙
- 10월 30일 - 인도의 영화배우 푸네스 라지쿠마르
- 10월 31일
  - 대한민국의 도예가 천한봉
  - 홍콩의 영화배우 스톈

### 11월
- 11월 1일
  - 미국의 정신의학자 에런 벡
  - 브라질의 클래식피아니스트 넬슨 프레이레
- 11월 2일 - 대한민국의 군인 허재석
- 11월 6일 - 영국의 영화배우 클리포드 로즈
- 11월 7일
  - 러시아의 육상선수 이고리 니쿨린
  - 미국의 영화배우 딘 스톡웰
- 11월 8일
  - 대한민국의 정치인 김기배
  - 미국의 야구선수 페드로 펠리시아노
  - 일본의 점술가 호소키 카즈코
- 11월 9일
  - 대한민국의 바둑기사 유건재
  - 일본의 소설가 세토우치 자쿠초
- 11월 10일
  - 미국의 삽화가 밥 길
  - 오스트레일리아의 종교지도자 노군홍
- 11월 11일 - 남아프리카공화국의 제7대 대통령 프레데리크 빌렘 데 클레르크
- 11월 12일 - 일본의 야구선수 고바 다케시
- 11월 14일 - 대한민국의 가수 이동원
- 11월 15일 - 대한민국의 신학자 김인환
- 11월 17일 - 러시아의 영화배우 이고리 사보치킨
- 11월 22일 - 대한민국의 정치인 김영정
- 11월 23일
  - 대한민국의 제11~12대 대통령 전두환
  - 대한민국의 승려 이광영
- 11월 26일
  - 대한민국의 정치인 권중동
  - 미국의 작곡가 스티븐 손드하임
- 11월 28일
  - 일본의 배우 나카무라 키치에몬
  - 캄보디아의 정치인 노로돔 라나리드
- 11월 29일
  - 오스트레일리아의 영화배우 데이비드 걸필리
  - 러시아의 영화감독 블라디미르 나우모프
  - 미국의 영화배우 알린 달
- 11월 30일 - 대한민국의 만화가 신문수

### 12월
- 12월 1일
  - 대한민국의 야구선수 김동은
  - 벨기에의 가수, 음악가 그랜드 조조
- 12월 2일 - 대한민국의 정치인 홍성우
- 12월 3일
  - 대한민국의 사회운동가 이태복
  - 일본의 성우 야나미 조지
- 12월 4일 - 대한민국의 영화감독 신정원
- 12월 5일
  - 대한민국의 소설가 송기숙
  - 미국의 정치인 밥 돌
  - 벨기에의 수학자 자크 티츠
- 12월 6일 - 노르웨이의 정치인 코레 빌로크
- 12월 7일 - 대한민국의 시인 이성교
- 12월 9일
  - 이탈리아의 영화감독 리나 베르트뮐러
  - 미국의 정치학자 로버트 저비스
- 12월 10일 - 미국의 음악가 마이클 네스미스
- 12월 11일 - 미국의 소설가 앤 라이스
- 12월 12일
  - 대한민국의 야구감독 강태정
  - 중국의 영화배우 투먼
- 12월 13일
  - 스페인의 영화배우 베로니카 포르케
  - 조선민주주의인민공화국의 정치인 김영주
- 12월 15일 - 미국의 페미니스트 벨 훅스
- 12월 16일
  - 대한민국의 희극인 김철민
  - 대한민국의 군인 오경환
- 12월 17일 - 대한민국의 바둑기사 김학수
- 12월 18일
  - 일본의 영화배우 칸다 사야카
  - 영국의 건축가 리처드 로저스
  - 대한민국의 야구선수 인호봉
- 12월 19일
  - 대한민국의 법학자 김주수
  - 대한민국의 정치인 김문기
  - 스페인의 바리톤 카를로스 마린
  - 미국의 화학자 로버트 그럽스
  - 인도네시아의 정치인 프란스 르부 라야
- 12월 20일 - 대한민국의 바둑기사 김재구
- 12월 21일 - 대한민국의 축구감독 박세학
- 12월 23일
  - 대한민국의 정치인 정웅
  - 미국의 작가 조앤 디디온
  - 미국의 보디빌더 크리스 디커슨
- 12월 25일
  - 영국의 사학자 조너선 스펜스
  - 캐나다의 영화감독 장마르크 발레
- 12월 26일
  - 그리스의 제7대 대통령 카롤로스 파풀리아스
  - 남아프리카공화국의 대주교 데즈먼드 투투
  - 미국의 생물학자 E. O. 윌슨
- 12월 28일 - 미국의 정치인 해리 리드
- 12월 29일 - 프랑스의 쌍둥이 보그다노프 형제
- 12월 30일 - 대한민국의 시인 신기선
- 12월 31일 - 미국의 영화배우 베티 화이트

## 노벨상
- 물리학상 - 마나베 슈쿠로/클라우스 하셀만/조르조 파리시
- 화학상 - 베냐민 리스트/데이비드 맥밀런
- 생리의학상 - 데이비드 줄리어스/아뎀 파타푸티언
- 문학상 - 압둘라자크 구르나
- 평화상 - 마리아 레사/드미트리 무라토프
- 경제학상 - 조슈아 앵그리스트/데이비드 카드/휘도 임번스

## 달력
| 1월 |    |    |    |    |    |    |
| 일  | 월 | 화 | 수 | 목 | 금 | 토 |
|     |    |    |    |    | 1  | 2  |
| 3   | 4  | 5  | 6  | 7  | 8  | 9  |
| 10  | 11 | 12 | 13 | 14 | 15 | 16 |
| 17  | 18 | 19 | 20 | 21 | 22 | 23 |
| 24  | 25 | 26 | 27 | 28 | 29 | 30 |
| 31  |    |    |    |    |    |    |

| 2월 |    |    |    |    |    |    |
| 일  | 월 | 화 | 수 | 목 | 금 | 토 |
|     | 1  | 2  | 3  | 4  | 5  | 6  |
| 7   | 8  | 9  | 10 | 11 | 12 | 13 |
| 14  | 15 | 16 | 17 | 18 | 19 | 20 |
| 21  | 22 | 23 | 24 | 25 | 26 | 27 |
| 28  |    |    |    |    |    |    |

| 3월 |    |    |    |    |    |    |
| 일  | 월 | 화 | 수 | 목 | 금 | 토 |
|     | 1  | 2  | 3  | 4  | 5  | 6  |
| 7   | 8  | 9  | 10 | 11 | 12 | 13 |
| 14  | 15 | 16 | 17 | 18 | 19 | 20 |
| 21  | 22 | 23 | 24 | 25 | 26 | 27 |
| 28  | 29 | 30 | 31 |    |    |    |

| 4월 |    |    |    |    |    |    |
| 일  | 월 | 화 | 수 | 목 | 금 | 토 |
|     |    |    |    | 1  | 2  | 3  |
| 4   | 5  | 6  | 7  | 8  | 9  | 10 |
| 11  | 12 | 13 | 14 | 15 | 16 | 17 |
| 18  | 19 | 20 | 21 | 22 | 23 | 24 |
| 25  | 26 | 27 | 28 | 29 | 30 |    |

| 5월 |    |    |    |    |    |    |
| 일  | 월 | 화 | 수 | 목 | 금 | 토 |
|     |    |    |    |    |    | 1  |
| 2   | 3  | 4  | 5  | 6  | 7  | 8  |
| 9   | 10 | 11 | 12 | 13 | 14 | 15 |
| 16  | 17 | 18 | 19 | 20 | 21 | 22 |
| 23  | 24 | 25 | 26 | 27 | 28 | 29 |
| 30  | 31 |    |    |    |    |    |

| 6월 |    |    |    |    |    |    |
| 일  | 월 | 화 | 수 | 목 | 금 | 토 |
|     |    | 1  | 2  | 3  | 4  | 5  |
| 6   | 7  | 8  | 9  | 10 | 11 | 12 |
| 13  | 14 | 15 | 16 | 17 | 18 | 19 |
| 20  | 21 | 22 | 23 | 24 | 25 | 26 |
| 27  | 28 | 29 | 30 |    |    |    |

| 7월 |    |    |    |    |    |    |
| 일  | 월 | 화 | 수 | 목 | 금 | 토 |
|     |    |    |    | 1  | 2  | 3  |
| 4   | 5  | 6  | 7  | 8  | 9  | 10 |
| 11  | 12 | 13 | 14 | 15 | 16 | 17 |
| 18  | 19 | 20 | 21 | 22 | 23 | 24 |
| 25  | 26 | 27 | 28 | 29 | 30 | 31 |

| 8월 |    |    |    |    |    |    |
| 일  | 월 | 화 | 수 | 목 | 금 | 토 |
| 1   | 2  | 3  | 4  | 5  | 6  | 7  |
| 8   | 9  | 10 | 11 | 12 | 13 | 14 |
| 15  | 16 | 17 | 18 | 19 | 20 | 21 |
| 22  | 23 | 24 | 25 | 26 | 27 | 28 |
| 29  | 30 | 31 |    |    |    |    |

| 9월 |    |    |    |    |    |    |
| 일  | 월 | 화 | 수 | 목 | 금 | 토 |
|     |    |    | 1  | 2  | 3  | 4  |
| 5   | 6  | 7  | 8  | 9  | 10 | 11 |
| 12  | 13 | 14 | 15 | 16 | 17 | 18 |
| 19  | 20 | 21 | 22 | 23 | 24 | 25 |
| 26  | 27 | 28 | 29 | 30 |    |    |

| 10월 |    |    |    |    |    |    |
| 일   | 월 | 화 | 수 | 목 | 금 | 토 |
|      |    |    |    |    | 1  | 2  |
| 3    | 4  | 5  | 6  | 7  | 8  | 9  |
| 10   | 11 | 12 | 13 | 14 | 15 | 16 |
| 17   | 18 | 19 | 20 | 21 | 22 | 23 |
| 24   | 25 | 26 | 27 | 28 | 29 | 30 |
| 31   |    |    |    |    |    |    |

| 11월 |    |    |    |    |    |    |
| 일   | 월 | 화 | 수 | 목 | 금 | 토 |
|      | 1  | 2  | 3  | 4  | 5  | 6  |
| 7    | 8  | 9  | 10 | 11 | 12 | 13 |
| 14   | 15 | 16 | 17 | 18 | 19 | 20 |
| 21   | 22 | 23 | 24 | 25 | 26 | 27 |
| 28   | 29 | 30 |    |    |    |    |

| 12월 |    |    |    |    |    |    |
| 일   | 월 | 화 | 수 | 목 | 금 | 토 |
|      |    |    | 1  | 2  | 3  | 4  |
| 5    | 6  | 7  | 8  | 9  | 10 | 11 |
| 12   | 13 | 14 | 15 | 16 | 17 | 18 |
| 19   | 20 | 21 | 22 | 23 | 24 | 25 |
| 26   | 27 | 28 | 29 | 30 | 31 |    |

### 음양력 대조 일람
| 음력월 | 월건 | 대소 | 음력 1일의 양력 월일 | 음력 1일 간지 |
| ------ | ---- | ---- | -------------------- | ------------- |
| 1월    | 경인 | 소   | 2월 12일             | 신묘          |
| 2월    | 신묘 | 대   | 3월 13일             | 경신          |
| 3월    | 임진 | 대   | 4월 12일             | 경인          |
| 4월    | 계사 | 소   | 5월 12일             | 경신          |
| 5월    | 갑오 | 대   | 6월 10일             | 기축          |
| 6월    | 을미 | 소   | 7월 10일             | 기미          |
| 7월    | 병신 | 대   | 8월 8일              | 무자          |
| 8월    | 정유 | 소   | 9월 7일              | 무오          |
| 9월    | 무술 | 대   | 10월 6일             | 정해          |
| 10월   | 기해 | 소   | 11월 5일             | 정사          |
| 11월   | 경자 | 대   | 12월 4일             | 병술          |
| 12월   | 신축 | 소   | 2022년 1월 3일       | 병진          |

### 연휴
- 1월 1일 (금) ~ 1월 3일 (일) - 새해 첫날 연휴 (3일)
- 2월 11일 (목) ~ 2월 14일 (일) - 설날 연휴 (4일)
- 2월 27일 (토) ~ 3월 1일 (월) - 삼일절 연휴 (3일)
- 8월 14일 (토) ~ 8월 16일 (월) - 광복절 연휴 (3일)
- 9월 18일 (토) ~ 9월 22일 (수) - 추석 연휴 (5일)
- 10월 2일 (토) ~ 10월 4일 (월) - 개천절 연휴 (3일)
- 10월 9일 (토) ~ 10월 11일 (월) - 한글날 연휴 (3일)